# Reformation

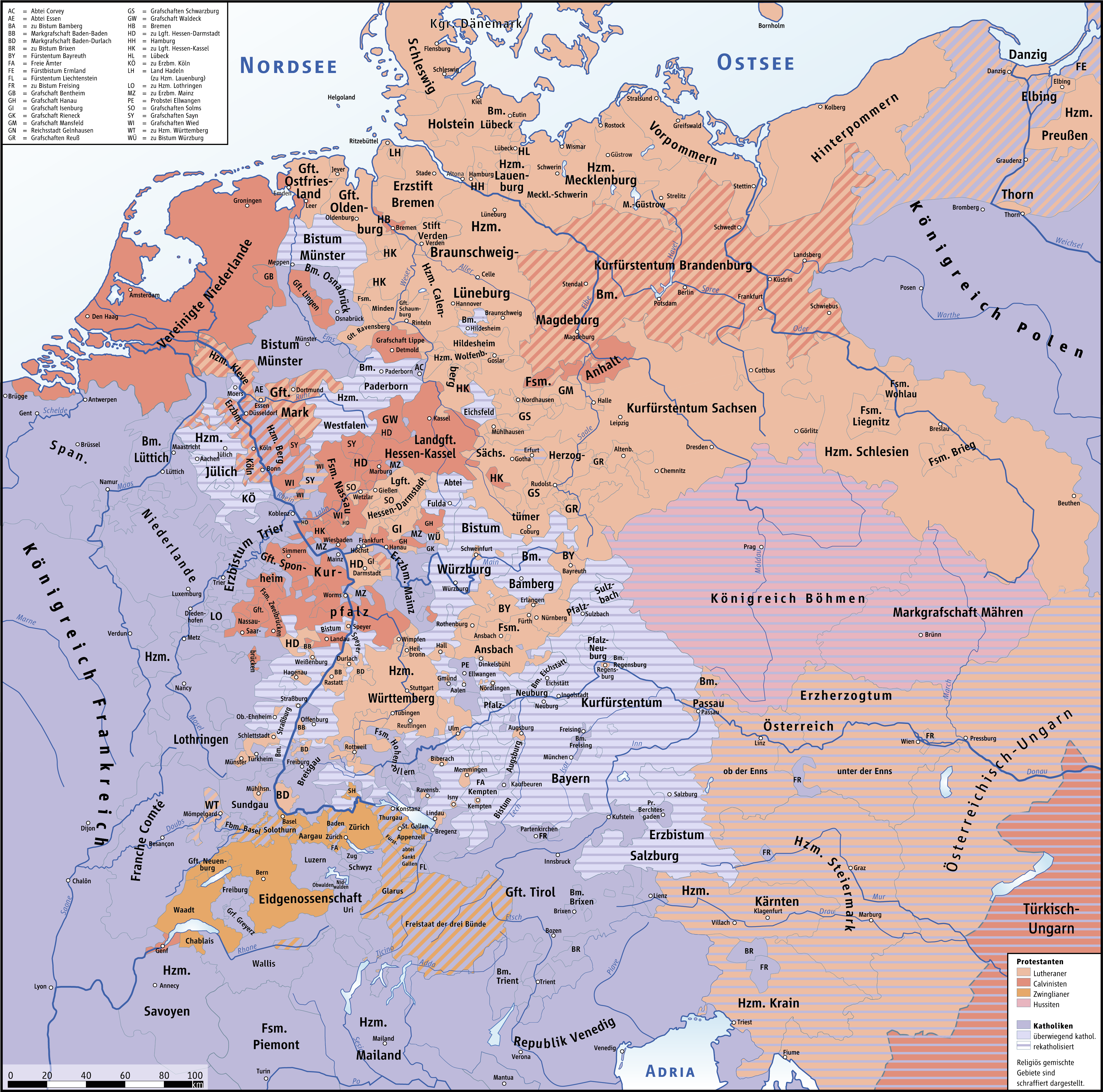
Die Konfessionen in Zentraleuropa um 1618

Die Reformation (lateinisch reformatio „Wiederherstellung, Erneuerung“) im engeren Sinne war die kirchliche Erneuerungsbewegung, die im frühen 16. Jahrhundert zur Spaltung des westlichen Christentums in mehrere verschiedene Konfessionen führte, in die protestantischen der Lutheraner, Reformierten und Täufer sowie in die katholische. Ihr Beginn wird traditionell auf 1517 datiert, als Martin Luther seine 95 Thesen gegen den Ablasshandel an die Tür der Schlosskirche zu Wittenberg geschlagen haben soll.
Die Reformation ging zunächst von Wittenberg und Zürich aus. In den 1540er Jahren entwickelte sich Genf unter dem Einfluss Johannes Calvins zu ihrem dritten Zentrum mit europaweiter Ausstrahlung. Zu einem vorläufigen Abschluss kam sie innerhalb des Heiligen Römischen Reichs mit dem Augsburger Religionsfrieden von 1555. Die Gegensätze zwischen den protestantischen und den gegenreformatorischen, katholischen Reichsständen, die 1618 mit zum Dreißigjährigen Krieg führten, wurden endgültig erst 1648 im Westfälischen Frieden beigelegt. Auch außerhalb des Reichs setzte sich die reformatorische Bewegung noch bis ins 17. Jahrhundert fort.
Im weiteren Sinne wurde der Begriff im ausgehenden Mittelalter und der frühen Neuzeit allgemein auf Reformen religiöser oder säkularer Art angewendet, etwa auf die Bestrebungen der Hussiten des frühen oder auf die Reichsreform des ausgehenden 15. Jahrhunderts.

## Wesentliche Punkte und Vielfalt
Die wesentlichen Punkte der Reformation, die auch heute noch gemeinsamer Nenner der aus ihr hervorgegangenen protestantischen Kirchen sind, werden oft mit den sogenannten Exklusivpartikeln, den vier soli (lat. solus „allein“), zum Ausdruck gebracht:
- sola gratia: Allein durch die Gnade Gottes wird der glaubende Mensch errettet, nicht durch seine Werke.
- sola fide: Allein durch den Glauben wird der Mensch gerechtfertigt, nicht durch gute Werke.
- sola scriptura: Allein die Schrift ist die Grundlage des christlichen Glaubens, nicht die kirchliche Tradition.
- solus Christus: Allein die Person, das Wirken und die Lehre Jesu Christi können Grundlage für den Glauben und die Errettung des Menschen sein.

Die Exklusivpartikel formulieren einprägsam die zentralen reformatorischen Lehren der Rechtfertigung und des Schriftprinzips, von denen her alle anderen theologischen Lehrstücke bestimmt werden.
Die reformatorische Bewegung war von Anfang an vielfältig. Aus der Wittenberger Reformation ging das Luthertum hervor, aus der Schweizer Reformation die reformierte Kirchenfamilie, zu der Presbyterianer und Kongregationalisten gehören. Zur Radikalen Reformation gehören der Spiritualismus und die im Umfeld der Schweizer Reformation entstandene Täuferbewegung, die die Wiederherstellung der neutestamentlichen Gemeinde Jesu erstrebte. Die von ihnen ausschließlich praktizierte Gläubigentaufe, die von ihren Gegnern als Wiedertaufe bezeichnet wurde, war nur ein Teil und – genau genommen – Folge ihrer Ekklesiologie. Kirche war für sie die Gemeinde der Gläubigen, in der die sozialen Schranken gefallen waren. Sie praktizierten das Priestertum aller Gläubigen und wählten ihre Ältesten und Diakone auf früh-demokratische Weise. Sie traten für die radikale Trennung von Kirche und Staat ein, forderten Religionsfreiheit nicht nur für sich und verweigerten in weiten Teilen ihrer Bewegung den Eid. Vor allem das machte sie den Obrigkeiten verdächtig, die deshalb zu scharfen Gegenmaßnahmen und Verfolgungen griffen. Zu den aus dem Täufertum hervorgegangenen Kirchen gehören heute die Mennoniten, die Hutterer und die Amischen.
Sonderformen entstanden durch die englische Reformation im Anglikanismus, in Teilen Osteuropas bildete sich der Unitarismus aus. Als „kirchenhistorischer Sonderfall“ wird die Reformation in Siebenbürgen angesehen.
Bisweilen wird die Böhmische Reformation des frühen 15. Jahrhunderts, aus der die Bewegung der Hussiten hervorging, als „erste Reformation“ bezeichnet. Ihr Begründer war der Prager Prediger Jan Hus, dessen von der Römischen Kirche abweichende Lehre als erste im europäischen Mittelalter zumindest teilweise offizielle Anerkennung fand. Hus wiederum war von dem englischen Theologen John Wyclif beeinflusst, der im ausgehenden 14. Jahrhundert den Machtanspruch des Papstes bestritten und Glaubenssätze formuliert hatte, die später in den Protestantismus einflossen.

## Begriffsklärungen
Der lateinische Begriff reformatio bezeichnete im Spätmittelalter eine Rückkehr zu einer idealisierten Ordnung der Vergangenheit, aber auch Reformmaßnahmen. Die aufständischen Bauern griffen den traditionellen reformatio-Begriff auf; bei Luther, Zwingli oder Calvin ist er dagegen selten zu finden. Seit Mitte des 16. Jahrhunderts wurde es üblich, die mittlerweile verstorbenen Vordenker als Reformatoren zu bezeichnen. Der Westfälische Friede brachte 1648 den Begriff ius reformandi, und reformiert wurde zur (umstrittenen) konfessionellen Selbstbezeichnung.
Der Begriff „Reformation“ hatte bis Mitte des 19. Jahrhunderts die weitere Bedeutung von „Reform“ und wurde seitdem auf die Religionskonflikte des 16. Jahrhunderts eingegrenzt. Leopold von Ranke (Deutsche Geschichte im Zeitalter der Reformation, 1839–1847) behandelte die Reformationszeit erstmals als eine geschichtliche Periode. Dass ein vielschichtiger Prozess so auf den Begriff gebracht wurde und einer Geschichtsepoche den Namen gab, zeigt, wie stark die deutsche Geschichtswissenschaft im frühen 19. Jahrhundert protestantisch dominiert war.
Der katholische Kirchenhistoriker Hubert Jedin sah innerhalb der römisch-katholischen Kirche eine große Reformbewegung von Spätmittelalter bis zur Aufklärung, in die er die protestantische, von ihm als Häresie betrachtete und deshalb in Anführungszeichen gesetzte Reformation ebenso einordnete wie die Gegenreformation.
Roland Bainton prägte 1941 den Begriff „linker Flügel der Reformation“ (left wing of the Reformation) für Gruppen wie die Täuferbewegung und die Spiritualisten, weil sie zu einem radikaleren Bruch mit der Tradition bereit gewesen seien. Wegen der irreführenden politischen Konnotationen schlug George Huntston Williams für diese Gruppen die Bezeichnung Radikale Reformation vor, der sich im englischsprachigen Raum weitgehend durchgesetzt hat.
Seit Mitte des 20. Jahrhunderts setzte sich der Begriff „Zweite Reformation“ für die vor allem mit dem Namen Calvin verbundene Entwicklung reformierter Kirchen durch. Er bringt allerdings schlecht zum Ausdruck, dass die Schweizer Reformation nicht nach der Wittenberger Reformation, sondern etwa gleichzeitig mit ihr begann.

## Voraussetzungen

### Humanismus

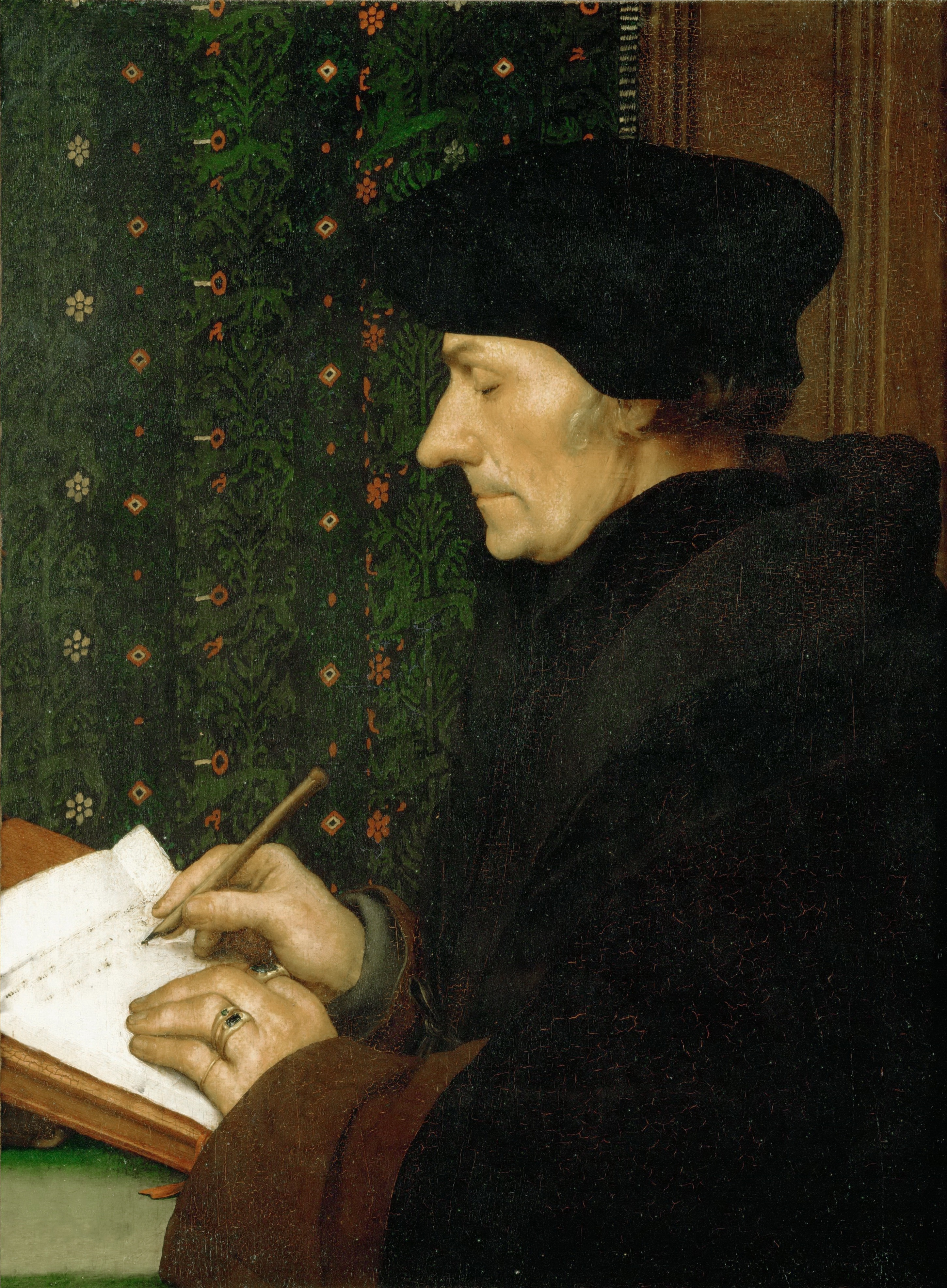
Erasmus von Rotterdam

Der Humanismus war eine seit dem 14. Jahrhundert aus Italien ausstrahlende Bildungsbewegung, die für eine Wiederbelebung der antiken Gelehrsamkeit eintrat. Nach der Eroberung von Konstantinopel (1453) waren byzantinische Gelehrte nach Italien geflohen und hatten dem Studium der griechischen Sprache und der antiken Autoren neue Impulse gegeben. Renaissance-Humanisten wie Erasmus von Rotterdam oder Willibald Pirckheimer lasen Werke der griechisch-römischen Antike in der Erwartung, darin Wertvolles für das persönliche Leben und die gesellschaftliche Ordnung zu finden. Die Kirche war in diesem antiken Kontext entstanden; und Humanisten gingen davon aus, dass pagane und christliche Autoren jener Zeit sich grundsätzlich ergänzten.

### Buchdruck

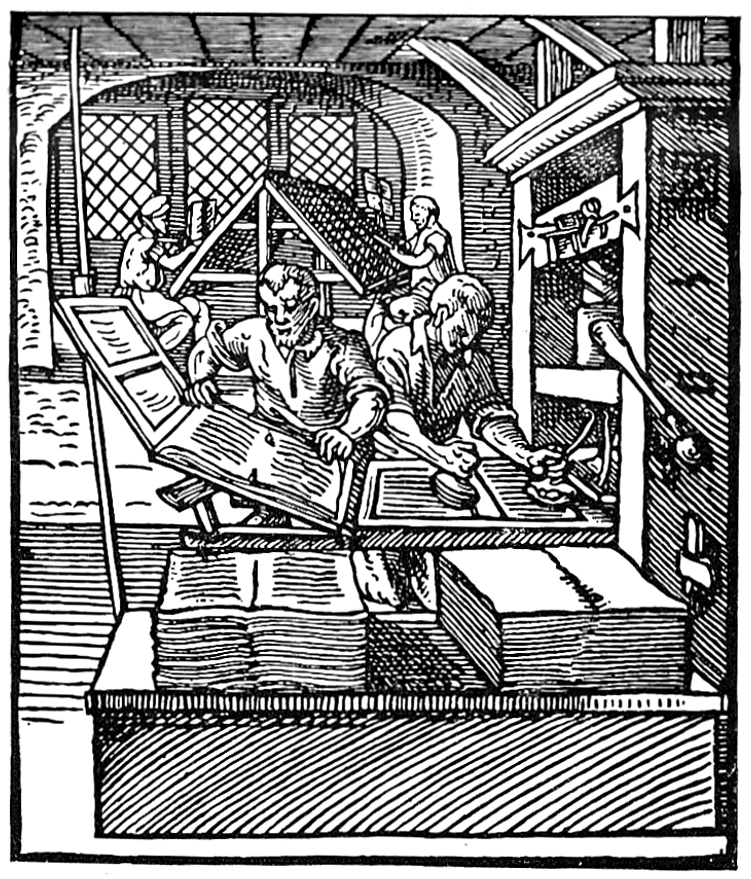
Buchdruck im 16. Jahrhundert

Die Geschichte und der Verlauf der Reformation sind auch Mediengeschichte, in die sich Luther, vor allem zu Beginn, auch direkt einbrachte. So verteilte er Druckaufträge an verschiedene Druckereien, begutachtete die Druckqualität und beklagte sich häufig über schlechte Ergebnisse. Luther und seinen Mitstreitern gelang es durch die Verbreitung seiner Schriften, d. h. durch Herstellung von Öffentlichkeit, den theologischen Diskurs in eine größere Leserschaft zu tragen.
Nachdem sich seit Mitte des 15. Jahrhunderts der Buchdruck mehr und mehr verbreitet hatte, kam es um die Jahrhundertwende zu einer gewissen Stagnation im Verlags- und Druckwesen. Dies änderte sich u. a. durch den Beginn der Reformation: Innerhalb kürzester Zeit stiegen die Auflagenzahlen immens an. So sahen Pettegree (2016) bzw. Pettegree und Hall (2004) in der gelungenen Verbindung zwischen Buchdruck, der Volkssprachlichkeit, dem vermehrten Gebrauch von Illustrationen, so etwa aus der Werkstatt von Lucas Cranach, aber auch in der dezentralen Verbreitung der Druckerzeugnisse wichtige Säulen für die Ausbreitung der reformatorischen Ideen. Während die vorhandenen bzw. sich entwickelnden Briefnetzwerke das zentrale Informationsaustauschmedium für humanistische und reformatorische Inhalte unter der Bildungselite waren, öffneten die Druckmedien diese Botschaften einem immer größer werdenden Kreis der literalen Leserschaft. Luther hatte sich nach seiner Übernahme der Wittenberger Professur, lectura in biblia im Jahr 1512 mit Druckveröffentlichungen zunächst zurückgehalten. Erst als unautorisierte Nachdrucke seiner „95 Ablassthesen“ nach 1517 in Nürnberg, Leipzig und Basel erschienen waren, kam es offenbar zu einem Wechsel in der Publikationsstrategie.
1520, auf dem Zenit von Luthers publizistischem Schaffen, kamen im deutschsprachigen Raum etwa 500.000 seiner Schriften und Flugschriften auf den Markt, obgleich das Analphabetentum in jener Zeit hoch war. Geschätzt konnten nur etwas mehr als eine Million von knapp zwölf Millionen Einwohnern des Heiligen Römischen Reiches lesen. Eine von Luthers meistverkauften Flugschriften, An den christlichen Adel deutscher Nation, wurde in ihrem Erscheinungsjahr 1520 insgesamt fünfzehnmal aufgelegt, bei bis zu 4000 Exemplaren pro Auflage.
Im Zusammenhang der von Wittenberg ausgehenden reformatorischen Bewegung traten auch andere Autoren publizistisch hervor. Berechnungen zufolge wurden alleine im Jahr 1524 ca. 2400 Flugschriften mit einer geschätzten Gesamtanzahl von 2,4 Millionen Exemplaren veröffentlicht.
Die Verbreitung der Reformation beruhte wesentlich auf der Einbeziehung der volkssprachlichen Leserschaft. Sie erfuhr von der gesamten Entwicklung, ausgehend von der Ablasskritik und später zu den kirchenreformerischen Vorschlägen erst, als sich reformatorische Autoren bewusst mit volkssprachlichen Texten, insbesondere mit Flugschriften, an sie wandten. So hatte Luther in den Jahren 1518 bis 1519 festgestellt, dass lateinische und deutschsprachige Texte zwei intellektuell wie sozial verschiedene Rezipientenkreise erreichen. Er unterschied zwischen Gelehrten, unter denen er Lateinkundige, vor allem Theologen, verstand, und Laien, die den weitaus größeren Teil der Untertanen im Heiligen Römischen Reich bildeten und höchstens über volkssprachliche Lesefertigkeiten verfügten.

### Soziale und wirtschaftliche Faktoren
Das 16. Jahrhundert war von tiefen gesellschaftlichen Umwandlungsprozessen geprägt. Ein Grund dafür war die zunehmende Bedeutung der Städte. Durch Handel hatte sich in den Städten eine Bürgerschicht gebildet, die über beträchtliche Finanzkraft verfügte. Man spricht in diesem Zusammenhang auch vom Frühkapitalismus. Die Patrizier in den Städten, z. B. die Fugger in Augsburg, übertrafen mit ihrer Wirtschaftskraft oft den landsässigen Adel, der sich in der Landwirtschaft betätigte. Die Landwirtschaft beruhte auf der Arbeit der Bauern, die den Großteil der Bevölkerung bildeten. Sie lebten meistens am Existenzminimum und litten unter Steuern, Abgaben, Frondiensten und Leibeigenschaft. Hinzu kam, dass durch den stetigen Zustrom von Edelmetallen aus den spanischen Kolonien in Amerika der Geldwert sank (Inflation). Die Kaufkraft der Bevölkerung sank zum Teil dramatisch, so dass Wirtschaftshistoriker von einer „Preisrevolution“ sprechen. Darüber hinaus wuchs die Bevölkerung. Man nimmt an, dass zwischen 1500 und 1600 die Bevölkerung des Deutschen Reichs von 12 auf 15 Millionen anstieg. Infolge des Bevölkerungszuwachses verteuerten sich die Nahrungsmittel, während Arbeitskräfte billiger wurden. Diese sozial und wirtschaftlich prekäre Lage führte seit dem Ende des 15. Jahrhunderts immer wieder zu Aufständen, die im Deutschen Bauernkrieg 1525 gipfelten.

### Politische Faktoren

#### Reichsverfassung

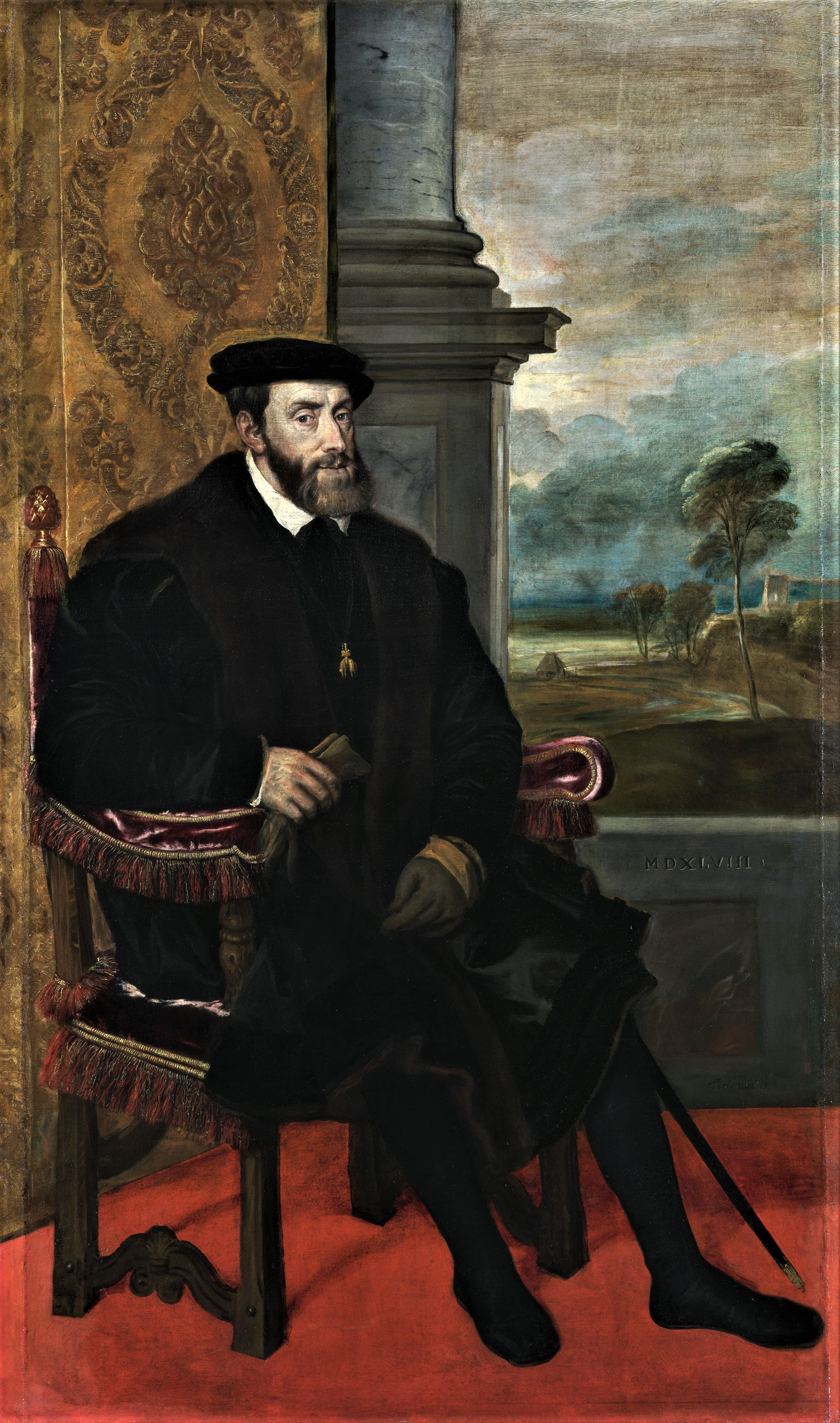
Karl V., um 1548 als Kaiser des Heiligen Römischen Reiches, des Sacrum Romanum Imperium (von 1520 bis 1556)

Das Heilige Römische Reich Deutscher Nation bestand aus vielen Einzelterritorien, war also kein zentralisierter Staat wie England oder Frankreich. Der Kaiser als höchste Instanz im Reich wurde von den sieben Kurfürsten (Mainz, Köln, Trier, Sachsen, Pfalz, Brandenburg, Böhmen) gewählt, musste ihnen aber in der sogenannten Wahlkapitulation die Wahrung ihrer territorialen Rechte zugestehen. Das höchste gesetzgebende Organ des Reiches waren die Reichstage, die vom Kaiser, meist wenn dieser Geld brauchte, einberufen wurden. Der Kaiser konnte Gesetze nicht allein verabschieden, sondern benötigte die Zustimmung des Reichstages, auf dem die Kurfürsten, der Hochadel im Reichsfürstenrat und die Reichsstädte stimmberechtigt waren. Aus diesem Grund spricht man vom Dualismus zwischen Kaiser und Reichsständen. Dies war ein wesentlicher Faktor bei der Ausbreitung der Reformation. Aufgrund der fehlenden Zentralinstanz im Reich entschied sich das Schicksal der Reformation auf territorialer Ebene. Dies führte zu einer konfessionellen Fragmentierung des Reiches, die der Kaiser verhindern wollte, es aber wegen seiner fehlenden Macht nicht konnte. Ein weiterer Grund war, dass sich Karl V. in den ersten Jahren nach Luthers Thesenveröffentlichung selten im Reich aufhielt und mit Kriegen gegen Frankreich und das Osmanische Reich beschäftigt war, so dass er sich wenig um die Angelegenheiten im Reich kümmern konnte. Außerdem lag die Einführung der Reformation oft im Interesse der einzelnen Landesfürsten, die sich dadurch von Kaiser und Papst emanzipieren konnten.

#### Politische Situation in Europa
Zu den verfassungsmäßigen Problemen im Reich kam die politische Situation in Europa. Diese war in erster Linie geprägt durch den Gegensatz von Habsburg und Frankreich. Kaiser Karl V. und der französische König Franz I. führten zwischen 1521 und 1544 mit nur kurzen Unterbrechungen drei Italienkriege um die Vormachtstellung in Oberitalien und die Herrschaft über die burgundischen Erblande, auf die beide Anspruch erhoben. Das Habsburgerreich erstreckte sich über das Reich in Zentraleuropa, Spanien (mit Süditalien) und die spanischen Kolonien in der Neuen Welt. Frankreich war von zwei habsburgischen Territorien umklammert. Das Ziel Karls V. war die Verbindung des Reiches mit Spanien durch die Annexion Südfrankreichs. Franz I. wollte dies um jeden Preis verhindern. Auch der Papst fürchtete eine Übermacht der Habsburger und verbündete sich zeitweise mit dem französischen König.
Hinzu kam die dauernde Türkengefahr im Südosten Europas. 1526 hatten die Osmanen in der Schlacht von Mohács die Ungarn besiegt und belagerten 1529 Wien, das zu den habsburgischen Erblanden gehörte. Der Kaiser war gezwungen, Geld und Truppen aufzubringen, um dieser Gefahr zu begegnen. Dazu benötigte er die Zustimmung der Reichsstände, was seine Position im Reich schwächte.
Aufgrund der zahlreichen Verpflichtungen außerhalb des Reichs befand sich Karl V. 1521–1530 und 1532–1541 im Ausland. In dieser Zeit konnte sich die Reformation im Reich ausbreiten.

### Religiöse Faktoren

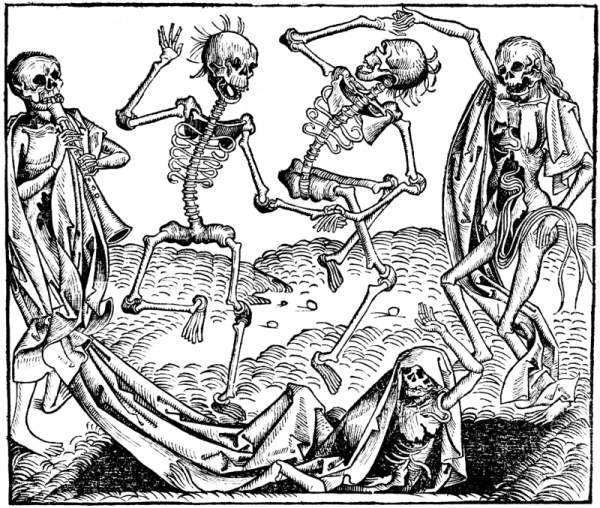
Der nahe Tod: Totentanz (1493)

Berndt Hamm zufolge war um 1500 das Gefühl weitverbreitet, in einer Krisenzeit zu leben. Die Macht der Sünde, der jederzeit nahe Tod und der zu erwartende strenge Richterspruch Gottes waren ständig präsent als Bedrohtheitsgefühl. Die Menschen reagierten darauf, indem sie Sicherheiten suchten: „Zugang zum göttlichen Erbarmen, Schutz vor den teuflischen Mächten, Bewahrung in der Todesstunde, Rettung im Gericht und Milderung der Fegefeuerstrafen“. Attraktiv waren Ideen, die persönliche Lebensführung und die Organisation des Gemeinwesens konsequent nach den Geboten Gottes zu strukturieren. Die Kirche verwaltete, so glaubte man, die Verdienste Christi und der Heiligen als Gnadenschatz, und sie stellte Möglichkeiten bereit, Gottes Vergebung zu erlangen. In dieser Rolle war sie im Spätmittelalter anerkannt, mehr als in anderen Epochen der Kirchengeschichte. Das bipolare Modell Veräußerlichung / Verinnerlichung wurde in der Forschungsgeschichte gern für den Übergang vom Spätmittelalter zur Reformationszeit herangezogen, was nicht unproblematisch ist.
Domkapitel und Klöster dienten der Versorgung nachgeborener Söhne des Adels, die standesgemäß lebten; der niedere Klerus passte sich auf dem Land den „Lebensformen seines Milieus an“, etwa durch Konkubinat oder durch Betreiben einer Gastwirtschaft. Charakteristisch für spätmittelalterliche Frömmigkeit sind Stiftungen, Seelenmessen, Wallfahrten, Prozessionen und der Erwerb von Ablassbriefen, durch die die Zeit im Fegefeuer verkürzt werden sollte. All diese Leistungen konnten gegen Geld von der Kirche erworben werden – eine „Fiskalisierung“ der Religion. Das rief Kritik hervor: einerseits an dem Klerikerproletariat, das von den Seelenmessen mehr schlecht als recht lebte, andererseits an dem Lebensstil des hohen Klerus (Bischöfe, Domherren), die Pfründen ansammelten, aber die damit verbundenen Pflichten delegierten, ohne sich um die seelsorgerliche Versorgung der jeweiligen Pfarreien groß zu bekümmern. Hans-Jürgen Goertz gebraucht aufgrund dieser weitverbreiteten Kritik am geistlichen Stand den Begriff „Antiklerikalismus“ als Erklärungsmodell für die Frühphase der Reformation. Nicole Grochowina vermutet eine „Partizipationskrise“ der Laien, besonders im städtischen Bürgertum, am Vorabend der Reformation: der Lebensstil des Klerus überzeugte nicht mehr, andererseits war er in seinem Zugang zum Heiligen weiterhin gegenüber den Laien privilegiert. So gesehen, war es vielleicht Luthers Lehre vom Priestertum aller Getauften, die zahlreiche Menschen für die Reformation einnahm (mehr als die reformatorische Rechtfertigungslehre). Bot sie doch die Möglichkeit, selbst Verantwortung für das eigene Seelenheil zu übernehmen.
Die Reformatoren bezogen sich positiv auf Akteure des 14. und 15. Jahrhunderts, die sie als Vorläufer ansahen. Deren Kritikpunkte und Reformideen hatten sie nach eigener Wahrnehmung aufgenommen und weiterentwickelt:
- John Wyclif war ein scholastischer Theologe, der an der Universität Oxford lehrte und dort als scharfer Kirchenkritiker hervortrat (besonders 1372–78). Die Amtskirche strebte mehrmals einen Häresieprozess gegen ihn an, aber dies misslang. Er verlor jedoch seine Stelle an der Universität und zog sich als Landpfarrer nach Lutterworth zurück. Wycilf relativierte die Autorität der sichtbaren Kirche, ihre Hierarchie und ihre Sakramente. Die Zugehörigkeit zu Christus zeigte sich für ihn in konkreten Taten der Nachfolge. Dem König seien auch die Kleriker zu Gehorsam verpflichtet. Den Ablass bezeichnete er als „frommen Betrug“ (pia fraus). Mit seiner Abendmahlslehre stieß er auf massive Opposition. Denn er lehnte die Transsubstantiationslehre ab und lehrte, dass Christus seinshaft im Himmel und auf geistliche Weise in den eucharistischen Gaben präsent sei, die er als wirksames Zeichen (signum efficiax) interpretierte. Die Bibel war für Wyclif das Gesetz Gottes, Christus dessen Überbringer. Er regte eine englische Bibelübersetzung an. Das Konstanzer Konzil verurteilte ihn 1415 postum als Ketzer; seine Gebeine wurden exhumiert und verbrannt. Seine Ideen lebten in England in der Bewegung der Lollarden weiter und wurden durch Oxforder Studenten nach Prag vermittelt. Auf Wyclif als „Morgenstern der Reformation“ bezog sich besonders der Puritanismus.[33]
- Jan Hus kam an der Universität in Prag mit Gedankengut von Wyclif in Berührung. Hus studierte Theologie und wurde Professor an der Universität. Er kritisierte offen die Habsucht und Verweltlichung des Klerus und plädierte für eine grundlegende Reform auf der Grundlage der Bibel. Außerdem erkannte er den Papst nicht als höchste Autorität in Glaubensdingen an. Hus’ Kritik stieß zur Beunruhigung der Kirche in der Bevölkerung auf großen Zuspruch. 1408 wurde er seines Amtes enthoben und 1411 exkommuniziert, woraufhin in Prag Unruhen ausbrachen. Hus wirkte als Wanderprediger weiter und entwarf eine Lehre von der Kirche als hierarchiefreie Gemeinde unter dem Haupt Christus. 1414 wurde Hus vor das Konstanzer Konzil geladen, wo er seine Aussagen widerrufen sollte. Entgegen der Zusage freien Geleits durch König Sigismund wurde Hus 1415 als Ketzer verbrannt. In der Folge bildeten sich zahlreiche Strömungen, die sich direkt auf Jan Hus bezogen und daher Hussiten genannt wurden. Von 1419 bis 1436 kam es in Böhmen zu kriegerischen Auseinandersetzungen zwischen diesen Gruppen und dem böhmischen König (Hussitenkriege).

## Frühe Reformation bis 1530

### Martin Luther und die Wittenberger Reformation

#### Luthers innere Entwicklung zum Reformator

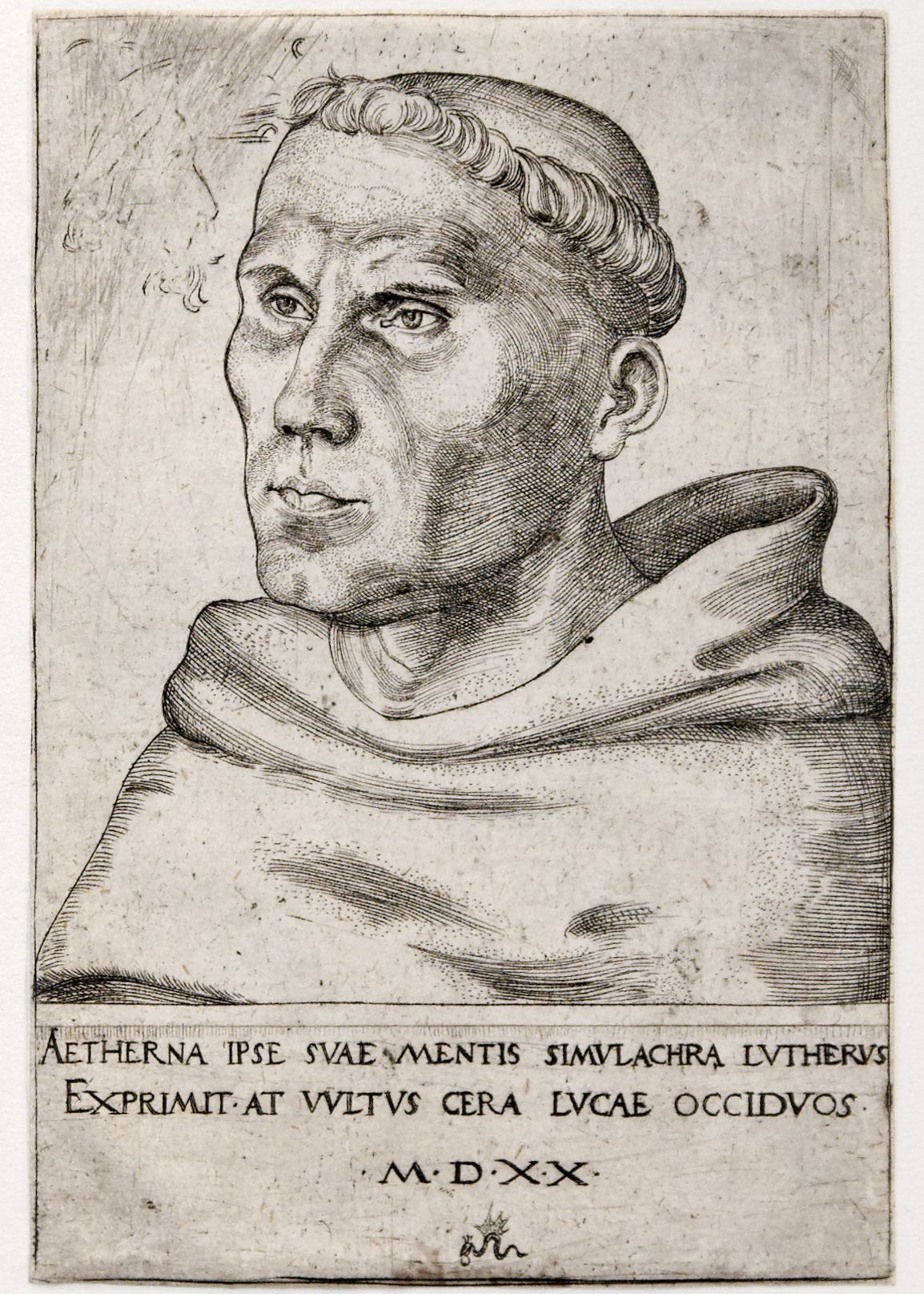
Martin Luther, Holzschnitt von Lucas Cranach d. Ä. um 1520

Martin Luther war 1505 als Mönch in den Orden der Augustiner-Eremiten eingetreten. Seit 1512 hatte Luther an der Universität Wittenberg die Bibelprofessur seines Ordens inne. Sein Ordensoberer Johann von Staupitz hatte in Erfurt und Wittenberg eine „Lesegemeinschaft“ angeregt, in der man sich sehr intensiv mit den Schriften des Mystikers Tauler befasste. Zu diesem Kreis gehörte Andreas Karlstadt, Johann Lange, Justus Jonas und dann auch Luther. Taulers Predigten und die ihm fälschlicherweise zugeschriebene Schrift Theologia deutsch übten großen Einfluss auf Luther aus. Die Auslegung des Römerbriefs und die intensive Beschäftigung mit der paulinischen Theologie beeinflussten sein Denken sehr stark. Luther schrieb rückblickend, er habe in seiner Klosterzeit am Bewusstsein seiner Sündhaftigkeit und des drohenden Gerichts gelitten. Der Begriff der „Gerechtigkeit Gottes“ sei ihm zutiefst verhasst gewesen. Seinem damaligen Gerechtigkeitsbegriff lag die Vorstellung der iusititia distributiva („verteilende Gerechtigkeit“) zugrunde. Nach dieser Gerechtigkeitskonzeption bekommt jeder das, was ihm zusteht (suum cuique – jedem das Seine). Durch die Beschäftigung mit der paulinischen Rechtfertigungslehre erschloss sich Luther ein neues Verständnis der Gerechtigkeit Gottes, die er nun als iustitia passiva verstand: „Denn darin wird offenbart die Gerechtigkeit, die vor Gott gilt, welche kommt aus Glauben in Glauben; wie geschrieben steht: ‚Der Gerechte wird aus Glauben leben.‘“ (Röm 1,17 ). Gott ist gerecht, indem er gerecht macht. Der Sünder kann seine Rechtfertigung also nicht durch Werke verdienen, sondern nur im Glauben von Gott gerechtfertigt werden.
Der Zeitpunkt des sogenannten „reformatorischen Durchbruchs“ ist in der Forschung umstritten. In einem autobiographischen Rückblick beschrieb Luther 1545 seine befreiende neue Erkenntnis der Gerechtigkeit Gottes so, als sei er in der Zeit der ersten Psalmenvorlesung (1513–1515) darauf gestoßen. Wenn man aber voraussetzt, dass solch ein Durchbruch auch in seinen damaligen Schriften Spuren hinterlassen haben müsste, kommt man ins Frühjahr 1518. „Da das Ereignis in den Quellen jener Jahre von L[uther] nie direkt erwähnt wird, empfiehlt es sich, seine theol[ogische] Entwicklung möglichst unabhängig von jenem Vorgang nachzuzeichnen,“ fasst Reinhard Schwarz zusammen.

#### Luthers Kritik am Ablasswesen

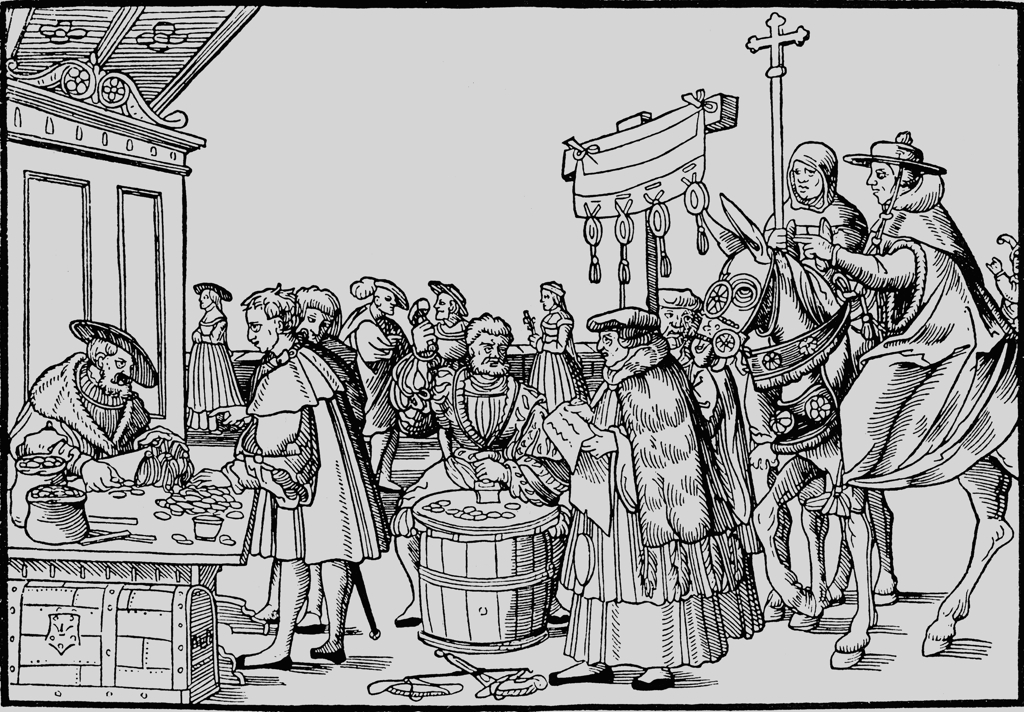
Ablasshandel (Holzschnitt um 1510)

Ein konkreter politischer Anlass für die Reformation war der von Papst Leo X. 1515 erneuerte Plenarablass für den Neubau des Petersdoms. Erzbischof Albrecht von Mainz erhielt, indem er diesen Ablass in seinen Kirchenprovinzen Mainz und Magdeburg vertreiben ließ, die Möglichkeit, seine hohen Schulden bei der Kurie abzutragen. So kam es, dass der Dominikaner Johann Tetzel 1517 im Erzbistum Magdeburg den Ablass predigte; in Kursachsen durfte er nicht tätig werden. Aber die Landesgrenze war nah bei Wittenberg, und als Beichtvater erfuhr Luther, dass viele Wittenberger im Magdeburgischen Ablassbriefe erwarben.

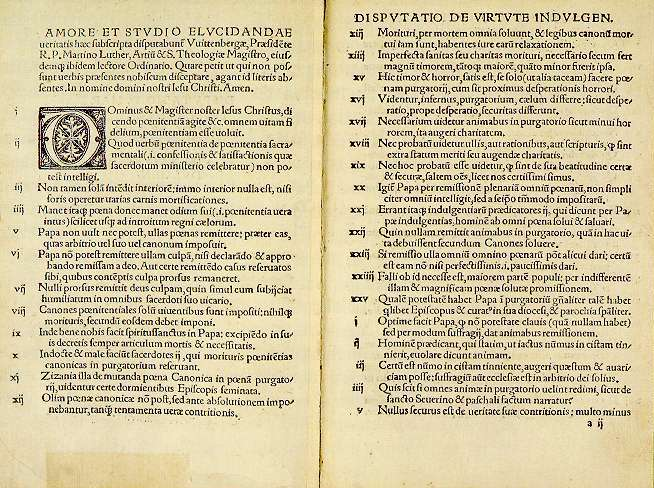
Luthers 95 Thesen

Luther kritisierte das Ablasswesen, weil die Glaubenden sich dadurch ihres Heils zu Unrecht sicher wähnten. Es komme auf die innere Reue des Christen an, damit ihm Gott die Sünden vergebe. Es bedürfe nicht der sakramentalen Vermittlung, schon gar nicht durch den Verkauf von Ablässen. Aus diesem Grund verfasste Luther auf Latein 95 Thesen gegen den Ablass, welche die Grundlage für eine gelehrte Disputation sein sollten. Er übersandte sie am 31. Oktober 1517 an den Erzbischof von Mainz, von dem er glaubte, er wisse nichts vom Missbrauch des Ablasses. Dieses Datum wird von evangelischen Christen zum Gedenken an den berühmten Thesenanschlag als Reformationstag begangen. Dass Luther seine Thesen an die Tür der Schlosskirche zu Wittenberg genagelt habe, behauptete Philipp Melanchthon erst nach Luthers Tod; historisch ist dies zweifelhaft. Die Thesen wurden – entgegen der ursprünglichen Absicht Luthers – ins Deutsche übersetzt und verbreiteten sich schnell. Im März 1518 gab Luther die auf Deutsch verfasste Schrift Sermon von dem Ablass und Gnade in den Druck, in der er seine Kritik am Ablass erläuterte. Damit erreichte er eine große Öffentlichkeit und wurde auf die Möglichkeit, seine Anliegen publizistisch zu verbreiten, aufmerksam. Im April 1518 nahm Luther am Ordenskapitel in Heidelberg teil. Am Rande der ordensinternen Verhandlungen fand am 26. April eine Disputation statt, die Luther Gelegenheit gab, seine Kritik nicht etwa am Ablass, sondern an der scholastischen Theologie vorzutragen. Ihrer Theologie des Ruhms (theologia gloriae) stellte er seine Theologie des Kreuzes (theologia crucis) gegenüber. Ein Spitzensatz war die These, den freien Willen gebe es nur dem Namen nach und nicht wirklich (res de solo titulo, These 13). Unter den Zuhörern der „Heidelberger Disputation“ waren einige junge Theologen, die später zur „reformatorischen Führungselite“ (Thomas Kaufmann) im Südwesten des Reichs gehörten: Martin Bucer, Johannes Brenz, Erhard Schnepf und Martin Frecht. Bucer stand im Zentrum der oberdeutschen Reformation, war (im Gegensatz zu Brenz, einem Parteigänger Luthers) ein selbständiger Theologe und hatte später einen prägenden Einfluss auf Johannes Calvin.

Europäischer Herrschaftsbereich Karls V., der im Jahre 1519 zum römisch-deutschen König bzw. Kaiser gewählt wurde. Die Karte zeigt, warum der Papst eine Umklammerung des Kirchenstaats fürchtete.
Kastilien (weinrot)
Besitzungen Aragons (rot)
Burgundische Besitzungen (orange)
Österreichische Erblande (gelb)
Heiliges Römisches Reich (blassgelb)

Albrecht von Mainz beauftragte die Universität Mainz mit einem Gutachten zu Luthers Ablasskritik. Noch bevor dieses vorlag, sandte Albrecht Luthers Thesen am 13. Dezember an den päpstlichen Hof. Die Einkünfte aus dem Ablasshandel zu reduzieren, kam für ihn nicht in Betracht; davon abgesehen, maß Albrecht der Luthersache zu diesem Zeitpunkt keine große Bedeutung zu.

#### Ketzerprozess gegen Luther
Die römische Kurie ordnete zunächst eine Voruntersuchung gegen Luther an, in deren Verlauf Silvester Mazzolini (genannt Prierias) ein nicht erhaltenes Gutachten schrieb, dessen Inhalt aus seiner Streitschrift De potestate papae dialogus erschlossen werden kann. Prierias stand in einer auf Juan de Torquemada zurückgehenden dominikanischen Schultradition, die vom Papst her konzipierte, was die Kirche ausmachte (Ekklesiologie). Luthers in den 95 Thesen sublim angebrachte Papstkritik war daher inakzeptabel; an der Übereinstimmung mit dem Papst entscheide sich, ob jemand Häretiker sei oder nicht. Daraufhin wurde das Verfahren gegen Luther formal eröffnet, und dieser erhielt am 7. August 1518 die Vorladung nach Rom. Friedrich der Weise erreichte, dass das Verhör Luthers am Rande des Augsburger Reichstags durch Kardinal Cajetan durchgeführt wurde (12. Oktober 1518). Cajetan war bereit, Luthers Widerruf entgegenzunehmen, aber Luther gelang es, ihn in eine Diskussion über Papst und Kirche auf Grundlage der Bulle Unigenitus (von 1343) zu ziehen. Offenbar juristisch beraten, erklärte er am Folgetag, er sei sich nicht bewusst, gegen die päpstlichen Dekretalen gelehrt zu haben, und sei bereit, sich dem Urteil der Kirche zu unterwerfen. Eine solche protestatio machte es Cajetan juristisch unmöglich, ihn zu diesem Zeitpunkt als Häretiker zu verurteilen (Häretiker galten als unbelehrbar, und Luther hatte die Bereitschaft bekundet, Korrektur anzunehmen). Zurück in Wittenberg, veröffentlichte Luther seine Version des Gesprächs mit Cajetan und die protestatio; er forderte damit die Gebildeten auf, sich selbst ihre Meinung in dieser Sache zu bilden.
Eine päpstliche Bulle vom 9. November 1518 entschied Fragen des Ablasses verbindlich, die bis dahin noch offen waren und über die die Diskussion also freigestanden hatte. Aber aus politischen Gründen bremste die Kurie den Lutherprozess. Denn am 12. Januar 1519 war Kaiser Maximilian I. verstorben. Als Nachfolger kamen der Habsburger Karl I. von Spanien und Franz I. von Frankreich in Betracht; sowohl der Papst als auch der sächsische Kurfürst unterstützten Franz I. – letztlich vergebens, aber die gemeinsamen Interessen bei der Kaiserwahl veranlassten die Kurie, Luthers Prozess monatelang ruhen zu lassen. Unterdessen wuchs Luthers Popularität weit über Kursachsen hinaus.
Wesentlichen Anteil daran hatte die Leipziger Disputation. Dieses akademische Streitgespräch wurde von dem Wittenberger Theologen Andreas Bodenstein (genannt Karlstadt) angeregt, der damit auf die Kritik des Ingolstädter Theologen Johannes Eck an Martin Luthers 95 Thesen reagierte. Nachdem sich Eck in der Vorbereitung der Disputation deutlich auf Luther statt auf Karlstadt bezogen hatte, strebte dieser seine nachträgliche Zulassung als Disputator an. Das Zustandekommen der Disputation gegen Widerstände der Universität Leipzig war der Initiative des Herzogs Georg von Sachsen zu verdanken, der damit das Ansehen seiner Landesuniversität vermehren wollte. Karlstadt und Eck disputierten über menschliche Willensfreiheit und göttliche Gnade. Eck und Luther disputierten über die Begründung des päpstlichen Primats aus göttlichem Recht, die von Eck verteidigt und von Luther in Frage gestellt wurde. Eck war mit seiner Strategie erfolgreich, eine Parallele zwischen den Ansichten Luthers und den Thesen des als Ketzer verbrannten böhmischen Theologen Jan Hus herzustellen. Luther erklärte, das Konzil habe geirrt. Damit war er aus Sicht von Eck der hussitischen Ketzerei überführt. Eck wurde in Leipzig als Sieger gefeiert. Ein akademisches Urteil über die Disputation durch die Universitäten Erfurt und Paris wurde nicht gefällt. Die öffentliche Meinungsbildung, vor allem unter Humanisten, fiel zugunsten Luthers aus.

#### Entfaltung des reformatorischen Programms (1520)
Das Jahr 1520 stellt einen Höhepunkt der literarischen Produktivität Luthers dar. Die drei sogenannten „reformatorischen Hauptschriften“ dieses Jahres sind durch das Thema Freiheit verbunden. Der Prozess in Rom war nach der Kaiserwahl wieder aufgenommen worden, und Luther erwartete das Ketzerurteil. Vor diesem Hintergrund verfasste er eine publizistisch höchst erfolgreiche Schrift: An den christlichen Adel deutscher Nation von des christlichen Standes Besserung. Darin forderte er die weltliche Obrigkeit auf, angesichts der innerkirchlichen Reformunfähigkeit die Kirchenreform selbst in die Hand zu nehmen. Er unterbreitete ein sozial-politisches Reformprogramm, das ein staatliches Bildungswesen, Armenfürsorge sowie die Abschaffung von Zölibat und Kirchenstaat vorsah. In der Schrift formulierte er außerdem die Lehre vom Priestertum aller Getauften, mit der er die traditionelle Unterscheidung zwischen Klerikern und Laien abschaffen wollte. Den päpstlichen Anspruch, dass allein das päpstliche Lehramt zur verbindlichen Auslegung der Schrift befugt sei, lehnte Luther ab. Darüber hinaus bediente er nationale Gefühle, erklärte, die Deutschen müssten mehr leiden als alle anderen Nationen. Das konnte, besonders bei den Adressaten im Adel, als Aufforderung zur Schaffung einer deutschen Nationalkirche verstanden werden.

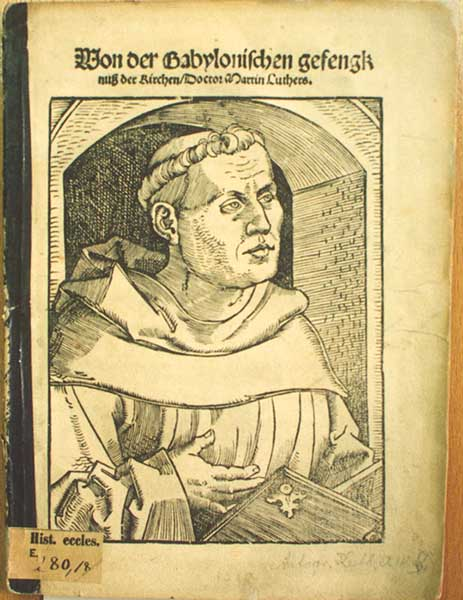
Von der babylonischen Gefangenschaft der Kirche

In der lateinisch verfassten zweiten Hauptschrift De captivitate Babylonica ecclesiae (Von der babylonischen Gefangenschaft der Kirche), die für ein akademisches Publikum bestimmt war, schlug er einen Umbau der spätmittelalterlichen Sakramentenlehre vor. Unter Berufung auf die Schrift reduzierte er die vom Konzil von Lyon 1274 definierte Siebenzahl der Sakramente auf zwei: Taufe und Abendmahl. Die Buße ordnete er dem Grundsakrament Taufe zu.
In der dritten reformatorischen Hauptschrift Von der Freiheit eines Christenmenschen thematisiert Luther die evangelische Freiheit. Leicht verständlich geschrieben und mit bilderreicher Sprache ist hier über den Kreis der Gelehrten hinaus ein lesekundiges, städtisches Publikum angesprochen. In Anlehnung an die Zwei-Naturen-Lehre lebe ein Christ immer in zweifacher Hinsicht: Im Blick auf Gott (coram Deo) und im Blick auf die Welt (coram mundo). Im Blick auf Gott, der den Sünder allein durch Gnade rechtfertigt, ist der Mensch von Werken frei. Im Blick auf die Welt hingegen muss sich der Glaube bewähren und in guten Werken manifestieren. Der Christ ist gleichzeitig gerechtfertigt, nämlich im Hinblick auf Gott, und Sünder, nämlich im Hinblick auf die Welt (simul iustus et peccator). Hier klingt Luthers Zwei-Reiche-Lehre an. Danach existiert jeder Christ in zwei Bereichen („Regimentern“), dem weltlichen, in dem das „Gesetz des Schwertes“ gilt, und dem geistlichen, in dem das göttliche Wort gilt. Diese Konstruktion diente dazu, trotz des biblischen Liebesgebots Gewaltanwendung durch die Obrigkeit zur Wahrung des Friedens und der Ordnung zu legitimieren.

#### Kirchenbann und Wormser Reichstag

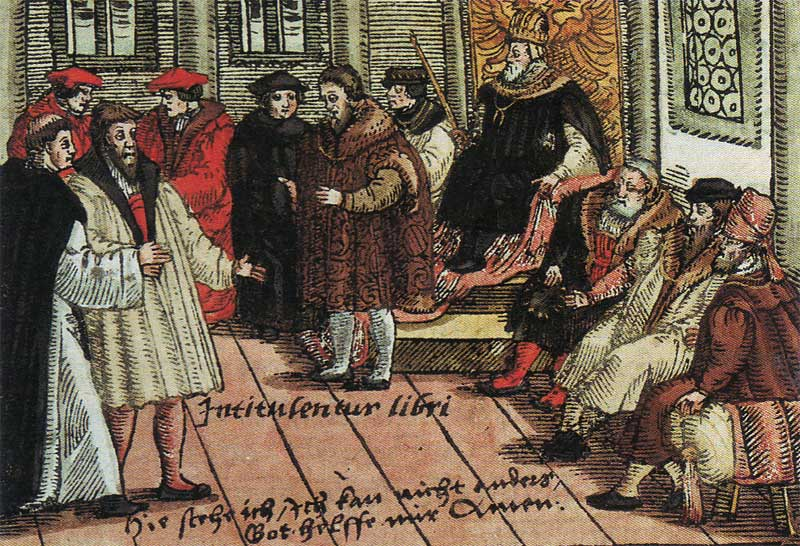
Luther auf dem Wormser Reichstag 1521

Die am 15. Juni 1520 ausgefertigte, am 24. Juli veröffentlichte Bulle Exsurge Domine ließ Luther 60 Tage Zeit zum Widerruf. Falls Luther diesen verweigerte, sollte der Kirchenbann ausgesprochen werden. Am 10. Oktober fand in Wittenberg eine von Johann Agricola organisierte und von Philipp Melanchthon angekündigte Bücherverbrennung statt. Vor allem brannten die Bücher des Kanonischen Rechts. Luther warf die Bannandrohungsbulle ins Feuer. Da Luther offenbar nicht widerrief, war die am 3. Januar 1521 ausgesprochene Exkommunikation (Bulle Decet Romanum Pontificem) folgerichtig. Nach dem Reichsrecht verfiel der Exkommunizierte der Reichsacht. Doch hatte Luthers Landesherr Friedrich der Weise bereits im Oktober 1520 von Kaiser Karl V. die Zusage erhalten, dass er Luther nicht ohne eigenes Verhör verurteilen werde. Luthers Reise zum Wormser Reichstag war von Sympathiekundgebungen begleitet. Der Reichstag war zweifellos nicht befugt, zu entscheiden, ob Luther Häresien verkündete. „Mit den Mitteln des … weltlichen Rechts konnten nur gewissermaßen die Eckdaten der Verurteilung überprüft werden: ob Luther tatsächlich gesagt hatte, was ihm zur Last gelegt wurde, und, noch einmal, ob er bereit sei zu widerrufen.“ Nach einem Tag Bedenkzeit bekannte er sich zu seinen Schriften. Indem er seine Pamphlete gegen den Papst mit den Qualen der von Rom misshandelten „ruhmreichen deutschen Nation“ begründete, sprach er gezielt das auf dem Reichstag versammelte Publikum an. Denn die Gravamina der deutschen Nation waren dort Thema. Luther lehnte den Widerruf ab, solange er nicht durch die Heilige Schrift widerlegt sei. Ein persönliches und wohl spontan formuliertes Schlusswort endete mit dem Satz: „Gott helfe mir. Amen.“ Die für das spätere Lutherbild prägende Erweiterung „Hier stehe ich. Ich kann nicht anders“ ist historisch nicht belegt. Auf dem Wormser Reichstag von 1521 flossen Gravamina- und lutherische Reformationsbewegung ineinander. Im Reichstagsabschied vom 30. April 1521 wurde die Reichsacht über ihn verhängt und Luther für vogelfrei erklärt (Wormser Edikt). Da ihm der Kaiser freies Geleit zugesagt hatte, gewährte man ihm 21 Tage Frist, während deren er sich in Sicherheit bringen sollte. Der sächsische Kurfürst ließ Luther auf der Rückreise nach einem Scheinüberfall auf die Wartburg bringen.

#### Luther auf der Wartburg

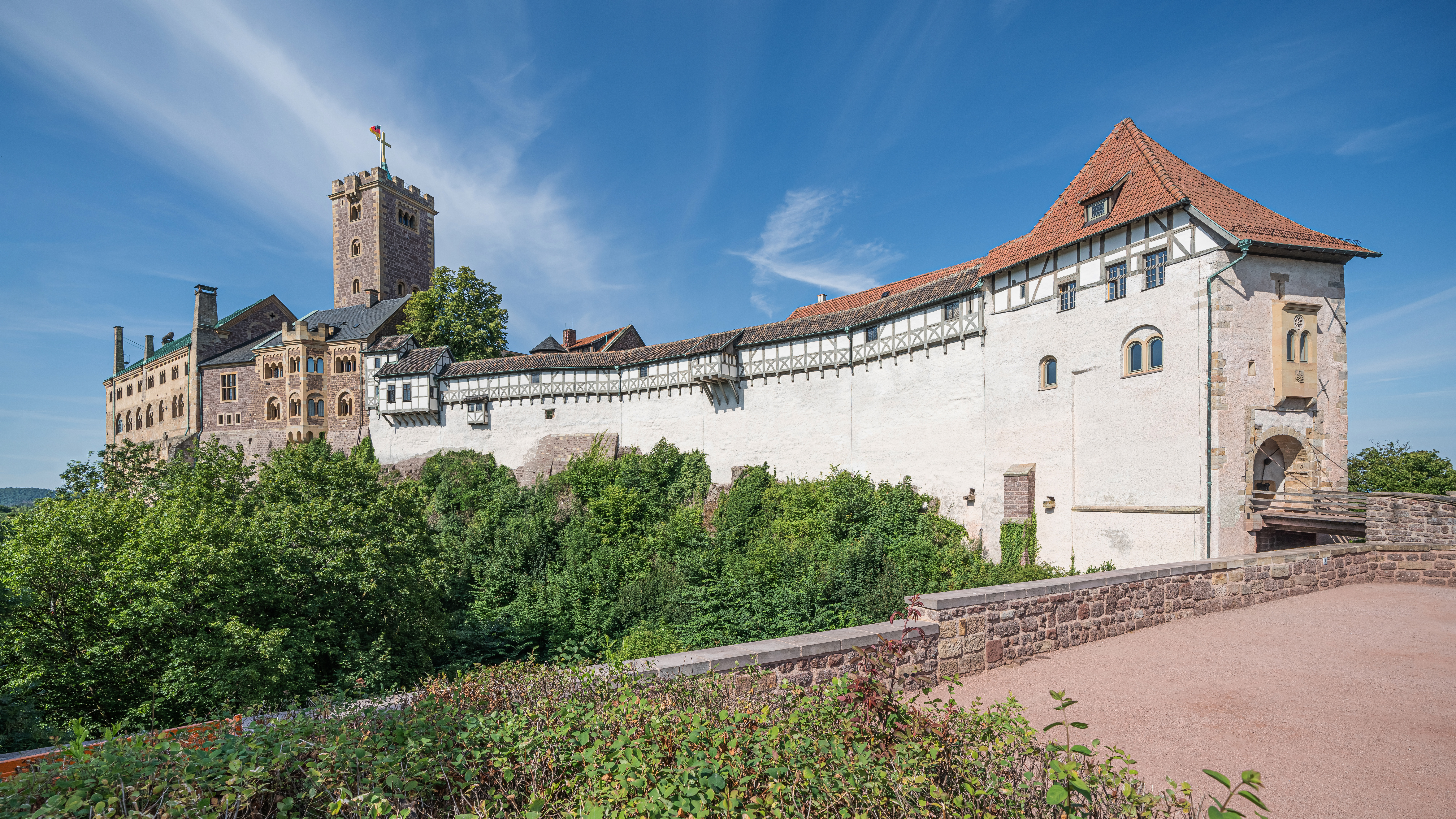
Die Wartburg bei Eisenach

Von Mai 1521 bis März 1522 hielt sich Luther, als „Junker Jörg“ getarnt, auf der Wartburg auf. Er nutzte die Zeit intensiv für literarische Arbeiten, die in Druck gingen, soweit es die kursächsische Diplomatie billigte. Er schrieb Reihen von Musterpredigten (Weihnachts- und Adventspostille). Viele Kleriker heirateten und waren dadurch Strafmaßnahmen ihrer Bischöfe ausgesetzt. Eine Welle von Klosteraustritten brachte auch seinen eigenen Wittenberger Konvent in eine schwere Krise. Luther versuchte, die Austrittsbewegung aus der Bibel zu begründen. Diese brisante Schrift, De votis monasticis … iudicium („Gutachten … von den Ordensgelübden“), hielt der kurfürstliche Berater Georg Spalatin bis Februar 1522 zurück.
Luthers bedeutendste Leistung war die Übersetzung des Neuen Testaments aus dem von Erasmus herausgegebenen griechischen Urtext. Die zeitgenössischen Bibelübersetzungen fußten auf der Vulgata, der lateinischen Übersetzung des griechischen Urtextes. Bei seiner Übersetzung bediente sich Luther einer volkstümlichen und verständlichen Sprache, die für lange Zeit nicht nur zum Maßstab deutscher Bibelübersetzungen wurde, sondern auch maßgeblichen Einfluss auf die Entstehung einer standarddeutschen Hoch- und Schriftsprache hatte. Zahlreiche Wortschöpfungen Luthers sind bis heute Teil der deutschen Sprache: „Blutgeld“, „friedfertig“, „Nächstenliebe“. Die erste Ausgabe des Neuen Testaments erschien im September 1522 („Septembertestament“).

#### Karlstadt und die Wittenberger Bewegung
Auf der Leipziger Disputation waren die beiden Professoren Karlstadt und Luther gemeinsam als Verteidiger der Wittenberger Reformation gegen Eck angetreten. Aber dieses öffentlich stark wahrgenommene Ereignis zeigte auch kollegiale Rivalitäten zwischen beiden. Karlstadt verfolgte nach der Disputation das für ihn zentrale Thema der Rechtfertigung allein aus Gnade (sola gratia) weiter, verhielt sich aber betont papsttreu. Trotzdem setzte Eck im September 1520 seinen Namen neben den Luthers auf die Bannandrohungsbulle. Notgedrungen brach Karlstadt nun mit Rom und dadurch auch mit der Frömmigkeit, in der er aufgewachsen war (Trostbrief an die Mutter). Karlstadt hatte eine neue Übersetzung der gesamten Bibel ins Deutsche als Fernziel. Im August 1520 veröffentlichte er eine Einleitung ins Bibelstudium (De canonicis scripturis libellus), die stark an Hieronymus und Augustinus orientiert ist und Karlstadt als Humanisten zeigt. Er entschied sich, im Umfang des Alten Testaments dem jüdischen Kanon zu folgen; das wurde im Protestantismus später weitgehend übernommen.
Während sich Luther auf der Wartburg befand, stand er in Briefkontakt mit Melanchthon, nicht aber mit Karlstadt. Bis in den Dezember 1521 bestand zwischen diesen beiden ein gutes Verhältnis. Das Abendmahl mit Laienkelch („unter beiderlei Gestalt“) wurde in der Wittenberger Stadtkirche am 29. September 1521 und danach mehrfach gefeiert, anscheinend im kleinen Kreis. Aber am Weihnachtstag leitete Karlstadt ohne liturgische Gewänder eine Abendmahlsfeier in der überfüllten Stadtkirche. Die ganze Gemeinde war dadurch in neuartiger Weise in die Reformation involviert und verlor die vertraute Form der Messe, die „ihren religiösen Alltag stabilisiert hatte“.
Die Dynamik dieser Veränderungen, zusammen mit den vielen Klosteraustritten und Priesterehen, beunruhigten den Hof. Im Januar 1522 erarbeiteten Vertreter des Rats und der Universität eine neue Stadt- und Kirchenordnung, die soziale und religiöse Reformen verband. Außer Luther (der war auf der Wartburg) waren alle Wittenberger Reformatoren daran beteiligt, maßgeblich auch Melanchthon. Religiöse Bilder und Kruzifixe sollten gemäß dem Bilderverbot des Dekalogs aus Kirchen entfernt werden; das geschah im Februar in chaotischer Weise („Bildersturm“). Karlstadt hatte mit seiner Schrift Vom Abtun der Bilder (27. Januar 1522) daran erheblichen Anteil: Zwar war auch er für ein geordnetes Vorgehen, aber er brandmarkte Christus- und Heiligenbilder sowie Kruzifixe als Sünde wider das erste Gebot. Der bei der Stadt- und Kirchenordnung übergangene Kurfürst stoppte die Reformen; Karlstadt wurde durch Zensur weitgehend seiner Öffentlichkeitswirkung beraubt und zog bald darauf als Landpfarrer nach Orlamünde. Luther kehrte im März 1522 nach Wittenberg zurück. Dort hielt er im Habit des Augustiners und mit frisch geschnittener Tonsur eine Reihe von Predigten, in denen er die Wiederherstellung des alten Gottesdienstes zur „Schonung der Schwachen“ forderte (Invokavitpredigten).
Luther zog nun in das weitgehend leerstehende Augustinerkloster ein. Mit Melanchthon als Experten für die griechische Sprache ging er die auf der Wartburg angefertigte Übersetzung des Neuen Testaments durch. An die Universität kehrte er, der Geächtete, zunächst nicht zurück. Er lebte in Sachsen nun zeitlebens unter dem Schutz des Kurfürsten; dieses Territorium zu verlassen, war für ihn nur noch selten möglich, wenn andere reformatorisch gesonnene Fürsten seine Sicherheit garantieren konnten. Bei allen Reichstagen und Religionsgesprächen, die folgten, konnte Luther nie mehr persönlich seine Standpunkte vertreten. Diese Rolle fiel nun Melanchthon zu, der aber gegenüber Luther ein eigenes reformatorisches Profil hatte.

### Huldrych Zwingli und die Zürcher Reformation

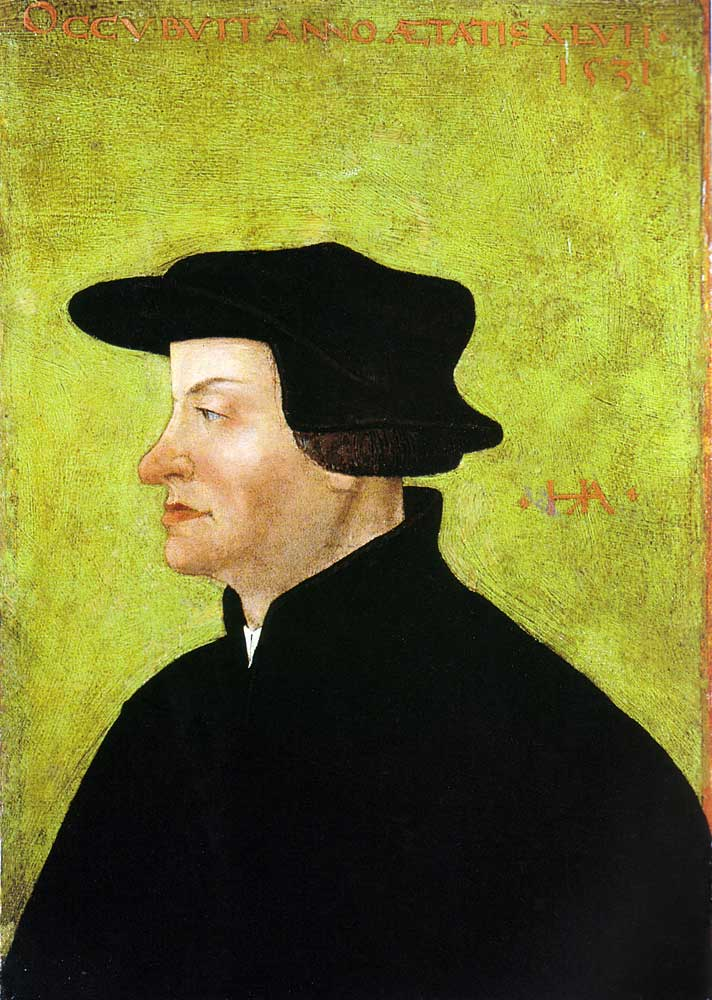
Huldrych Zwingli, Porträt von Hans Asper, um 1531

Huldrych Zwingli hatte sein Studium in Wien und Basel 1506 mit dem Grad des Magister artium abgeschlossen und im gleichen Jahr die Priesterweihe empfangen. Bis 1516 war er Pfarrer in Glarus, danach Seelsorger im Wallfahrtsort Einsiedeln. Seine erhaltene Privatbibliothek zeigt mit vielen Lesespuren die intensiven Studien, die Zwingli in dieser Zeit betrieb: pagane und christliche antike Autoren, Werke des Scotismus ebenso wie italienische Renaissancetheologie. Ein prägendes Erlebnis war 1515 eine persönliche Begegnung mit Erasmus von Rotterdam. Es veranlasste Zwingli, das Neue Testament und besonders die Briefe des Paulus von Tarsus im griechischen Original zu lesen. Als Kandidat humanistisch interessierter Chorherren wurde Zwingli Ende 1518 als Leutpriester des Zürcher Großmünsters berufen. Am Neujahr 1519 trat er die Stelle an und führte die Neuerung ein, fortlaufend über biblische Bücher zu predigen anstatt nach der Perikopenordnung (lectio continua). Im Herbst des Jahres erkrankte er schwer an der Pest, was zu einer Lebenskrise führte. In dieser Zeit las er Lutherschriften; wie stark er dadurch als Reformator beeinflusst wurde, ist in der Forschung umstritten, zumal Zwingli selbst das seit 1516 betriebene Bibelstudium als grundlegend bezeichnete.
In der Fastenzeit 1522 übertraten einige Zwingli nahestehende Laien wiederholt die kirchlichen Fastengebote, was zum Konflikt mit dem Bischof von Konstanz führte. Für diese Laien verfasste Zwingli seine erste reformatorische Schrift (Vom Erkiesen und Freiheit der Speisen), in denen er die kirchlichen Speisevorschriften als unbiblisch verwarf. Aufschlussreich ist der Vergleich mit Luthers Schrift Von der Freiheit eines Christenmenschen: Luther ging es um die innere Freiheit des individuellen Menschen, was den Wert von Fasten- und anderen kirchlichen Regeln relativierte. Zwinglis Adressat war nicht die Einzelperson, sondern die Gemeinde, und deshalb stellte sich anhand der Fastenregeln für ihn die Frage, ob sie Gottes Gebot oder menschliche Satzung seien.
Zur Klärung der Problematik berief der Rat der Stadt eine Disputation ein, für die Zwingli 67 Schlussreden als Grundlage verfasst hatte. Die Ausschreibung ließ eine Art „allgemeines Palaver“ (Bernd Moeller) erwarten; mit der Eröffnungsrede machte Bürgermeister Markus Röist klar, dass die Richtigkeit von Zwinglis Lehre Thema sein sollte. Die davon überraschten vier Delegierten des Konstanzer Bischofs entschieden sich, zu bleiben und protestierend zu schweigen; das hielten sie aber nicht durch. Wenn niemand etwas gegen Zwingli vorbringe, müsse er ja recht haben, hieß es aus dem Publikum. Daraufhin ergriff der Generalvikar Johann Fabri das Wort, aber nun disputierte er zu den vom Rat festgelegten Regeln: Er musste alle seine Argumente aus der Bibel nehmen. Damit kam er überhaupt nicht zurecht. Zwingli hatte vor großem Publikum einen eindeutigen Sieg errungen. Die Erste Zürcher Disputation war ein neuartiges, vielfach kopiertes Forum zum Austrag von Religionsstreitigkeiten; dass Zwinglis Lehre durch seinen Sieg in der Disputation als schriftgemäß erwiesen wurde, „begründete seinen Ruhm als maßgeblichem Repräsentanten der ersten gelungenen Stadtreformation.“ (Thomas Kaufmann)
Aus der Bürgergemeinde kamen weitere Reformimpulse: Verweigerung des Zehnt, Entfernung religiöser Bilder aus Kirchen, Kritik an der Messe. Der Rat der Stadt verstand sich als die Autorität, die diese Fragen zu entscheiden habe, und berief 1523 die Zweite Zürcher Disputation ein. Hier fiel die Entscheidung zur Umgestaltung der Kirchenordnung. Heinrich Bullinger zufolge kamen rund 900 Besucher, darunter viele Gelehrte. Für Zwingli ist kennzeichnend, dass er den Rat als Autorität in Kirchenfragen akzeptierte und mit ihm kooperierte – von diesen Voraussetzungen her war die Täuferbewegung für Zwingli inakzeptabel. In einem zweijährigen Reformprozess wurden alle Bilder aus den Kirchen entfernt, Stifte und Klöster aufgehoben und die Messe in Stadt und Land abgeschafft. Zugleich brach Zürich den Kontakt zum Bischof von Konstanz ab. Durch die Reformen waren Gelder freigeworden, die in die städtische Armenfürsorge flossen. Da die kirchliche Ehegerichtsbarkeit obsolet war, nahm in Zürich ein städtisches Ehegericht diese Aufgabe wahr. Eine weitere Neuerung war eine Ausbildungsstätte für Pfarrer (Prophezei); hier erarbeitete Zwingli mit einem Kreis von Gelehrten eine deutsche Bibelübersetzung (Zürcher Bibel).

### Frühe Täufergemeinden

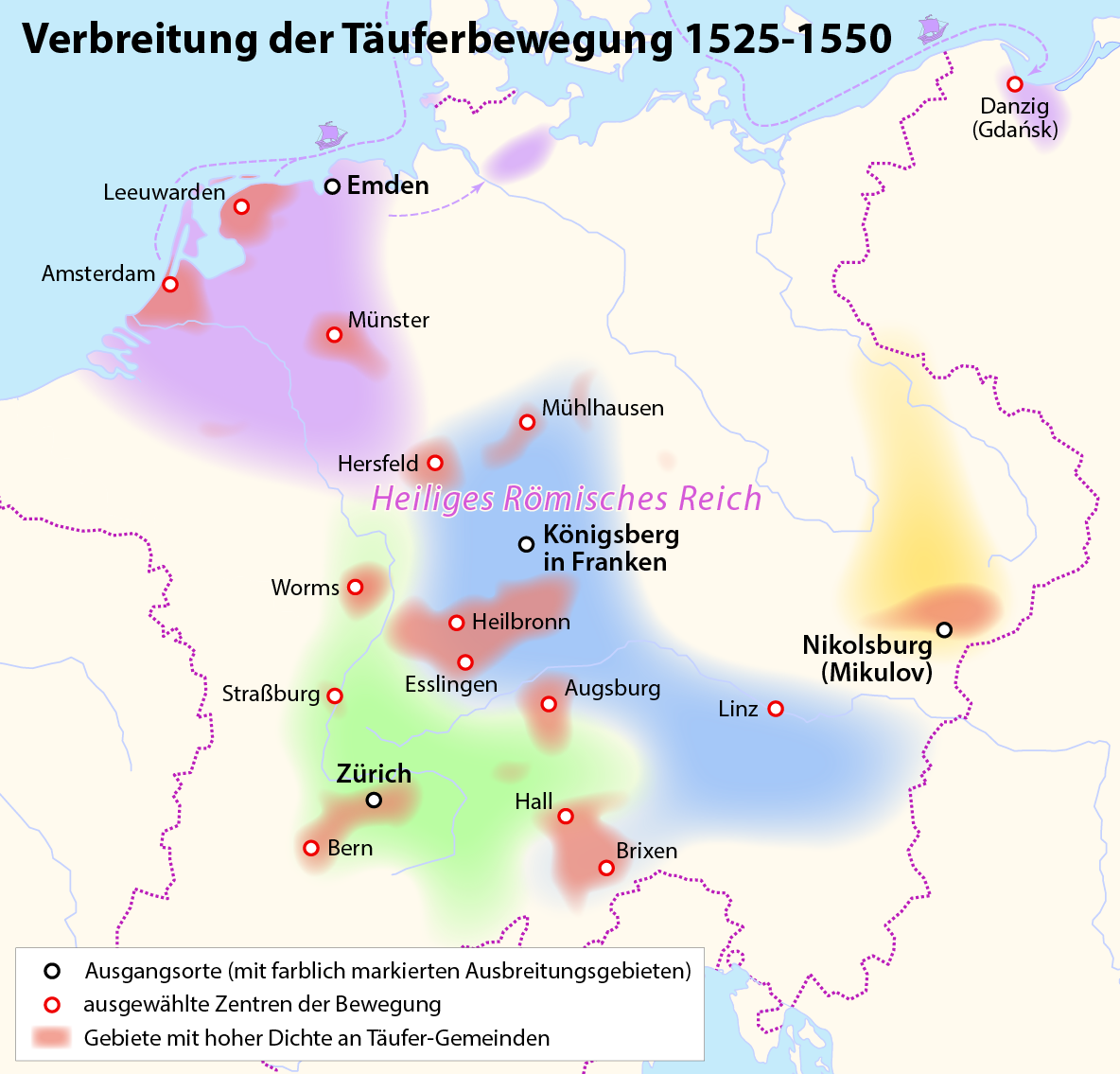
Ausbreitung der Täuferbewegung

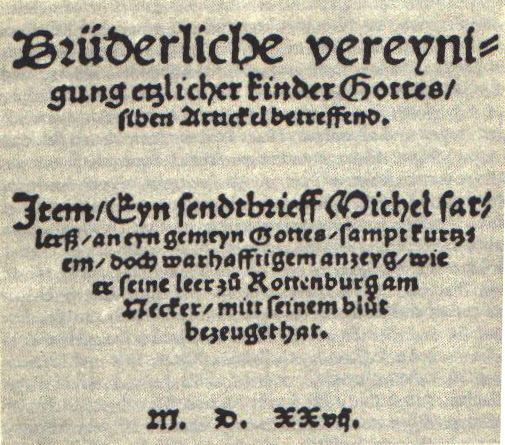
Titelseite der Schleitheimer Artikel: Konvergenzerklärung verschiedener Täufergruppen

Je enger Zwingli mit dem Zürcher Rat kooperierte, desto mehr distanzierten sich einige seiner anfänglichen Weggefährten von ihm. Diese Gruppe um Konrad Grebel drängte auf umfassende Reformen nach biblischem Vorbild. Die Säuglingstaufe galt als unbiblisch. Längere Zeit schien es so, als teile Zwingli diese Positionen; im Mai 1523 soll er im Gespräch mit Balthasar Hubmaier vorgeschlagen haben, keine Säuglinge zu taufen, sondern ältere Kinder nach entsprechender Unterweisung. Aber die im Sommer 1523 erlassene Zürcher Taufordnung war in dieser Hinsicht enttäuschend – weitgehend der alte Ritus in deutscher Sprache. Im Frühjahr 1524 erfuhr der Zürcher Rat davon, dass die Dorfpfarrer Wilhelm Reublin (Witikon) und Johannes Brötli (Zollikon) zwar auf Wunsch Säuglinge tauften, aber den Eltern nahelegten, die Kinder erst in einem verständigen Alter zur Taufe zu bringen. Um dies zu unterbinden, erließ der Rat einen Taufzwang. Mit einer scharfen Schrift distanzierte sich Zwingli im Dezember 1524 eindeutig von dem Kreis um Grebel. Felix Manz schlug ihm eine schriftliche Erörterung der Kindertaufe vor, da er sich dem erfahrenen und beliebten Disputator Zwingli nicht gewachsen fühlte. Genau dieses Rededuell setzte der Rat für den 17. Januar 1525 an; erwartungsgemäß erklärte der Rat Zwingli zum Sieger. Den Zürchern Grebel und Manz wurde verboten, weiter Unruhe zu stiften, die übrigen Mitglieder ihres Kreises hatten kein Bürgerrecht und wurden ausgewiesen. Die Gruppe traf sich am 21. Januar abends im Haus von Manz. Jörg Blaurock, ein ehemaliger Graubündner Mönch und neu in der Gruppe, bat Grebel spontan, ihn zu taufen. Andere schlossen sich an: Grebel vollzog die ersten Bekenntnistaufen, die kurz vor der Ausweisung aus Zürich auch als eine missionarische Beauftragung verständlich sind. „So sehr das Täufertum in einzelnen theologischen Motiven auch in die gärenden Formierungsprozesse der frühreformatorischen Bewegung zurückreichte – zu einem soziologischen Phänomen wurde es erst durch die rituellen Vollzüge am 21. Januar 1525, die eine neuartige religiöse Vergesellschaftungsdynamik freisetzten,“ so Thomas Kaufmann. Hans-Jürgen Goertz betont, dass dies nicht die Gründung einer Freikirche war; die Gruppe habe „lediglich die Absicht bekundet, dem Wort Gottes im Erfahrungsraum des «gemeinen Mannes» bzw. des Bauernkriegs zu folgen.“
Kurz darauf trafen sich Mitglieder des Grebel-Kreises in einem Bauernhaus bei Zollikon zu einer Mahlfeier. Jörg Blaurock teilte Brot aus und schenkte Wein in einfachen Trinkgefäßen aus. Es war die Art von Abendmahlsfeier, die bei der Zweiten Zürcher Disputation für richtig erkannt worden war, deren Einführung aber vom Rat zunächst nicht genehmigt wurde. Die Bewegung breitete sich aus dem Zürcher Land in die Kantone Appenzell und St. Gallen aus, es gibt Querverbindungen zu den Bauernaufständen. Am 6. März 1526 stellte der Zürcher Rat die Wiedertaufe unter Todesstrafe. Am 5. Januar 1527 wurde Felix Manz durch Ertränken in der Limmat hingerichtet.

### Evangelische Kirchentümer und konfessionelle Lagerbildung
Reformatorische Ideen und erste evangelische Gottesdienste fanden zuerst in Städten Verbreitung, getragen vor allem vom einheimischen Bürgertum und einigen Adligen.
Auf dem Reichstag zu Speyer 1526 (Speyer I) war das Wormser Edikt teilweise revidiert worden, indem die Ausführung den Reichsständen überlassen wurde. Demnach konnte es jeder Fürst mit der Religion so halten, wie er es vor Kaiser und Gott verantworten könne. Die Fürsten interpretierten dies als Erlaubnis, die Reformation in einer institutionalisierten Form, als Fürstenreformation, einzuführen. „Diese Bestimmung … machte in folgenreicher Weise den beginnenden kirchlichen Pluralismus in Deutschland am Partikularismus der Reichsstände fest.“
Im Herzogtum Preußen wurde 1525 als erstem Territorialgebiet die Reformation eingeführt (siehe Mandat vom 6. Juli 1525). Im Reich folgten unter anderen das Fürstentum Anhalt-Köthen, das Fürstentum Ansbach, das Fürstentum Bayreuth und die Reichsstadt Nürnberg (1524/25).
Unter den Großterritorien des Reiches wurde die Landgrafschaft Hessen 1526/27 nach der Homberger Synode protestantisch. Im Kurfürstentum Sachsen führte der ab 1525 regierende Herzog Johann der Beständige Änderungen ein, die zur Organisation eines evangelischen Kirchenwesens führten. Über die Visitationen waren Martin Luther und Philipp Melanchthon daran beteiligt.
Auf dem Reichstag zu Speyer im Februar–April 1529 (Speyer II) spiegelte sich die durch außenpolitische Erfolge gestärkte Position des Kaisers. Sein Bruder Ferdinand von Österreich, der ihn im Reich vertrat, wollte die kirchliche und politische Geschlossenheit des Reichs wiederherstellen und trat schroff antireformatorisch auf. Mittlerweile in einigen Territorien durchgeführte Reformen, die nicht so einfach rückgängig gemacht werden konnten, sollten vorläufig Bestand haben, aber alle weiteren Reformschritte waren verboten. Davon waren Maßnahmen betroffen, die für die innere Konsolidierung der neuen evangelischen Kirchentümer wichtig waren. Die Minderheit, sechs Fürsten und vierzehn Freie Reichsstädte, legte am 19./20. April mündlich und schriftlich Protest ein mit einer Kombination von juristischer Argumentation und Berufung auf ihr im Glauben gebundenes Gewissen. Nach dieser sogenannten Protestation von Speyer ist der Protestantismus benannt; die Protestation zeigt, wie die überregionale konfessionelle Identitätsbildung voranschritt. Die protestantische Minderheit der Reichsstände brauchte eine Rechtstheorie, die ihr gegebenenfalls erlaubte, dem Kaiser Widerstand zu leisten. Dazu wurde das Reich als ständische Aristokratie definiert. Die Reichsstände hatten den Kaiser gewählt und waren berechtigt, einerseits die Konfession ihrer Untertanen zu bestimmen, andererseits ihre konfessionelle Option gegen den Kaiser zu behaupten.

## Schmalkaldischer Bund und lutherische Konfessionalisierung

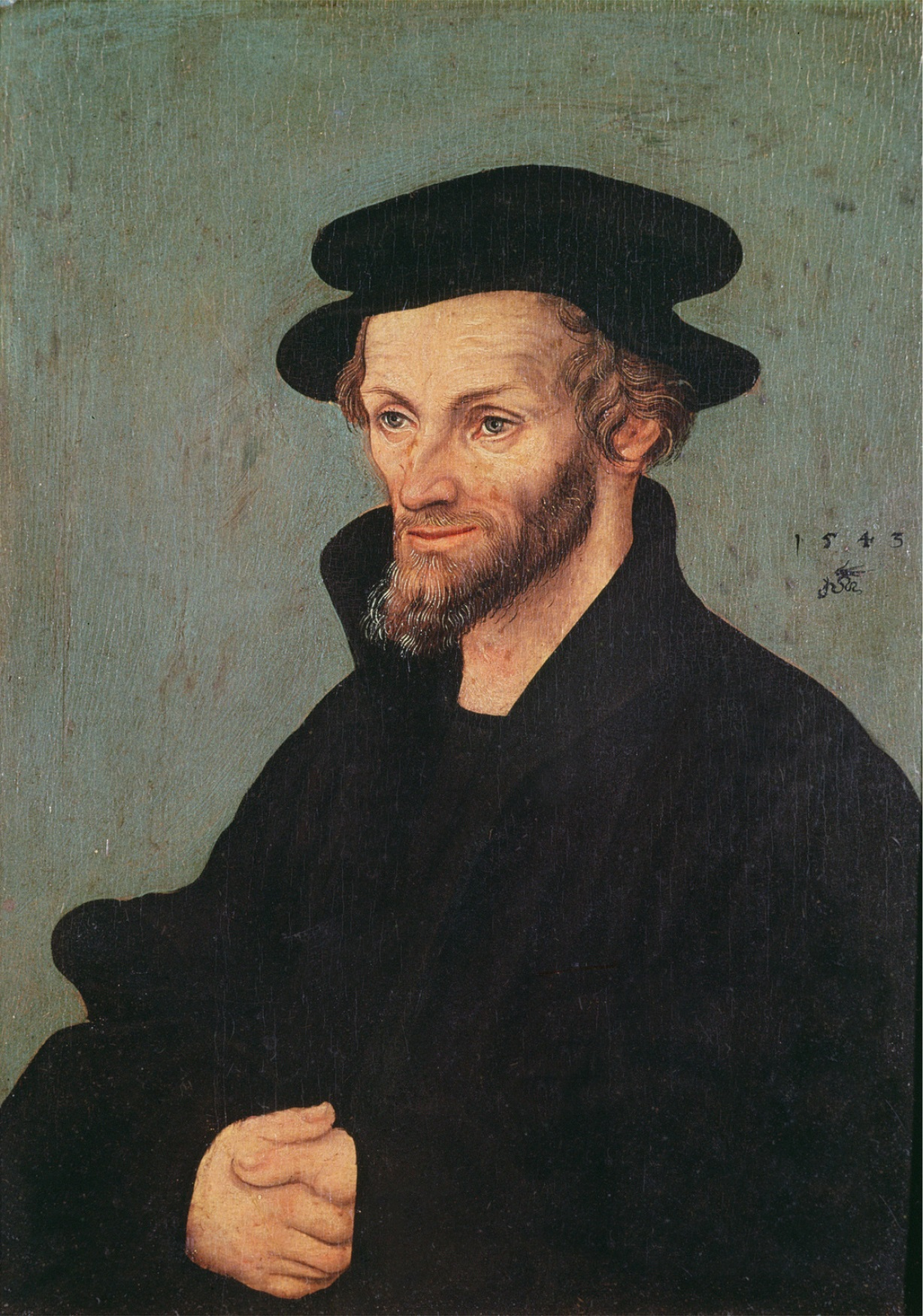
Philipp Melanchthon (Lucas Cranach d. Ä., 1543)

„Mit der Präsenz auf dem Reichstag in Speyer beginnt Melanchthons Verwendung als kursächsischer Delegierter“. Denn Luther konnte als Geächteter an den Verhandlungen nicht teilnehmen. Ab dem 2. Mai 1530 war Melanchthon auf dem Augsburger Reichstag und erarbeitete dort die Confessio Augustana. Er stand in Briefkontakt mit Luther, der auf der Veste Coburg, noch auf kursächsischem Territorium, zurückbleiben musste. Melanchthon sah die Zwinglianer mit ihrem symbolischen Abendmahlsverständnis als den Hauptgegner und war deshalb zu einem Zusammenschluss mit der altgläubigen Seite bereit. Ausschüsse suchten vom 16. bis 28. August Kompromisslösungen; Melanchthon hatte so viel politische Macht wie nie mehr in seinem Leben, aber sein Kommunikationsverhalten und seine psychosomatischen Probleme trugen wesentlich zu dem negativen Melanchthonbild der Nachwelt bei. Nach Augsburg wurde Melanchthon als führender Wittenberger Theologe wahrgenommen, was bei ihm zu einer größeren Selbständigkeit gegenüber Luther führte. Er sorgte dafür, dass die von Luther verfassten Schmalkaldischen Artikel auf dem Schmalkaldischen Bundestag 1537 wirkungslos blieben, denn er wusste, dass Luthers Formulierungen in den Artikeln für die Vertreter der oberdeutschen Reichsstädte inakzeptabel waren. Das Glaubensbekenntnis des Bundes war die Confessio Augustana, erweitert um einen Traktat über die Macht und den Primat des Papstes mit einer Abhandlung über die Jurisdiktionsgewalt der Bischöfe, Texte, die Melanchthon im Februar 1537 im Auftrag des Bundes verfasste.
In den 1530er und 1540er Jahren wuchs das politische Gewicht des Protestantismus im Reich, denn wichtige Territorien schlossen sich der Reformation an:
- 1534 kehrte der 1519 vertriebene Herzog Ulrich von Württemberg in sein Land zurück und beauftragte Johannes Brenz und Ambrosius Blarer mit der Durchführung der Reformation in Württemberg.[101] Dass Württemberg, ein Flächenstaat, sich der Reformation anschloss, beendete die prekäre Isolation der oberdeutschen Reichsstädte.
- Der Landtag zu Treptow beschloss am 13. Dezember 1534 die Einführung der Reformation im Herzogtum Pommern.[102]
- Kurfürst Joachim I., ein entschiedener Gegner der Reformation, hatte die Mark Brandenburg testamentarisch unter seinen zwei Söhnen aufgeteilt. Markgraf Johann von Küstrin führte 1535 umgehend die Reformation in Brandenburg-Küstrin durch. Sein älterer Bruder, der Kurfürst Joachim II., wartete bis Ende 1539 ab. Die dann in seinem Kurfürstentum in Kraft getretene Kirchenordnung war betont konservativ, wurde aber von Luther und Melanchthon gebilligt.[103]

Am 18. Februar 1546 starb Martin Luther und hinterließ ein Autoritätsvakuum. Im Sommer 1546 begann der Schmalkaldische Krieg, der mit einer katastrophalen Niederlage der Protestanten in der Schlacht bei Mühlberg (24. April 1547) endete. In Kursachsen, dem Kernland der Wittenberger Reformation, herrschte nun Moritz von Sachsen, der einerseits das vom Kaiser diktierte Augsburger Interim nicht annehmen wollte, andererseits aber den Kaiser nicht brüskieren konnte. In die Suche nach einer Kompromisslösung war Melanchthon führend eingebunden. Um Predigt und Abendmahl in den Gemeinden überhaupt fortsetzen zu können, war er bereit, in Äußerlichkeiten (Adiaphora) zur altgläubigen Praxis zurückzukehren. Aus diesen Vorarbeiten entstand eine evangelische Kirchenordnung, die Leipziger Artikel, die mit Kurbrandenburg abgestimmt und danach dem 1548/49 tagenden Leipziger Landtag vorgelegt, von diesem allerdings nicht angenommen wurden.
Im geächteten Magdeburg sammelten sich dagegen die Lutheraner, die zum Widerstand gegen das Interim bereit waren. Diese Gruppe um Matthias Flacius Illyricus vertrat die Position: „Wenn es um das Bekenntnis geht und Anstoß erregt würde, gibt es keine nebensächlichen Äußerlichkeiten (Nihil est adiaphoron in casu confessionis et scandali).“ Flacius, ein ehemaliger Melanchthonschüler, war nirgendwo in kirchenpolitischer Verantwortung und musste insofern keine Rücksichten nehmen. Magdeburg wurde zum Zentrum einer lebhaften Publikationstätigkeit. Viele Autoren meinten, in der Endzeit zu leben: Es ging um alles oder nichts, und die Papstkirche wurde als Macht des Bösen angesehen (Belial, Antichrist). Nun kam ein Transformationsprozess in Gang; aus der relativ offenen, vielfältigen Wittenberger Reformation wurde das konfessionelle Luthertum. Das geschah mit den Mitteln der damaligen Streitkultur. Die neuere Forschung unterscheidet acht „Streitkreise“, d. h. Gruppen von Schriften und Gegenschriften zu einem gemeinsamen Thema. Wenn man die Akteure, wie es üblich ist, in zwei „Lager“ einteilt – hier Luthers Erben (Gnesiolutheraner), dort Melanchthon und seine Schüler (Philippisten) –, so vereinfacht man damit die unübersichtliche Gemengelage. Im Osiandrischen Streit verteidigte sogar Flacius Melanchthons Rechtfertigungslehre, und den Antinomistischen Streit trugen die Gnesiolutheraner weitgehend unter sich aus.

## „Linker Flügel der Reformation“ / Radikale Reformation
Zum einen gehörten zu diesem linken Flügel die radikalen Reformatoren, für die hier stellvertretend Thomas Müntzer, der große Gegenspieler Martin Luthers, genannt werden soll. Ihre zentralen Anliegen waren die radikale Reform der Kirche und im Falle Thomas Müntzers auch die (biblisch begründete) revolutionäre Umwälzung der politischen und sozialen Verhältnisse. Hier lagen auch die Wurzeln des Deutschen Bauernkriegs 1524–1526. Dabei kam es auch in Thüringen zur Gründung des Ewigen Rates, der die politischen und sozialen Forderungen der Bauern durchsetzen sollte.
Die Münsteraner Täufer zeichneten sich durch einen enthusiastischen und auch gewaltbereiten Chiliasmus aus, der durch die erlittenen Verfolgungen entfacht worden war. Nachdem die reformatorisch-täuferische Partei 1534 die politische Mehrheit im Münsteraner Rat erlangt hatte, wurde die Stadt unter Bischof Franz von Waldeck mit einem Belagerungsring größtenteils eingekesselt. In Folge radikalisierten sich die Münsteraner Täufer zunehmend, die Entwicklung gipfelte in der Etablierung eines „Königreichs von Münster“ und schließlich der Stürmung der Stadt im Sommer 1535. Ihre Führer sahen sich als die entscheidenden Werkzeuge und Wegebahner eines hereinbrechenden Reiches Gottes.
Eine vierte Gruppe innerhalb des „linken Flügels der Reformation“ bildeten die Spiritualisten, die von ihren Gegnern als Schwärmer bezeichnet wurden. Sie waren mit der Täuferbewegung eng verwandt und gingen zum Teil aus ihr hervor. Sie vertraten einen stark verinnerlichten Glauben. Ihr Ziel war es nicht in erster Linie, eine sichtbare und verfasste Kirche zu bilden. Sie legten auch auf die äußeren Zeichen bzw. Sakramente wie Abendmahl und Taufe keinen großen Wert. Zu ihren bedeutenden Vertretern gehörten Sebastian Franck und Kaspar Schwenckfeld. Noch heute gibt es Schwenkfeldianer in Nordamerika.
Eine weitere Gruppe der Radikalen Reformation waren die reformatorischen Antitrinitarier für die stellvertretend Michael Servet genannt werden kann. Auch hier gab es teilweise Überschneidungen mit der Täuferbewegung wie im Falle Adam Pastors und der Polnischen Brüder in Polen-Litauen. In Siebenbürgen besteht bis heute die aus der Reformation hervorgegangene Unitarische Kirche.
Sowohl die katholischen als auch die lutherischen und reformierten Obrigkeiten verfolgten die genannten Gruppen mit großer Härte – ohne Ansehen ihrer unterschiedlichen Zielsetzungen und Lehren. In vielen Ländern mussten die Täufer unter Zurücklassung ihrer Habe das Land verlassen, in anderen Fürstentümern wurden sie wegen ihrer Überzeugungen gefangen gesetzt und gefoltert und im Extremfall sogar als Ketzer verbrannt oder ertränkt.

## Zweite Reformation

### Johannes Calvin und die Genfer Reformation

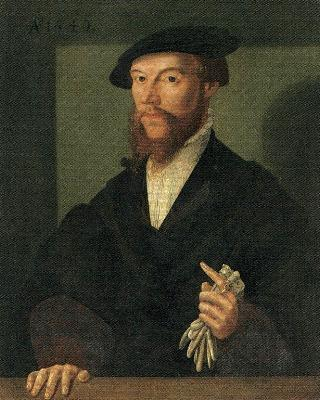
Johannes Calvin (Anonymer Künstler um 1540, Wallonisch-Niederländische Kirche Hanau)

Der 1509 im französischen Noyon geborene Johannes Calvin war eine Generation jünger als Luther (* 1483) und Zwingli (* 1484). Er studierte auf Wunsch des Vaters, eines Kirchenjuristen, Jura in Orléans und Bourges. Calvin hatte humanistische Interessen, wozu auch das Studium des Neuen Testaments auf Griechisch gehörte. Nach dem Tod des Vaters 1531 verfolgte Calvin die juristische Laufbahn nicht weiter, sondern zog nach Paris, wo er Griechisch und (wahrscheinlich) Hebräisch studierte und in humanistischen Kreisen verkehrte. Auseinandersetzungen zwischen reformhumanistischen und konservativen Akteuren führten dazu, dass Calvin 1533 vor seiner Verhaftung untertauchen musste und zunächst in Angoulême im Königreich Navarra ein sicheres Quartier fand. Hier konnte er eine Bibliothek zum Studium der Kirchenväter nutzen; es entstanden Vorarbeiten für sein späteres Hauptwerk, die Institutio. Die Protestantenverfolgungen infolge der Plakataffäre führten dazu, dass auch Angoulême nicht mehr sicher war. Calvin floh nach Basel, wo er wahrscheinlich Anfang 1535 eintraf und zunächst im Untergrund lebte. Die Hinrichtungen in Frankreich veranlassten Calvin im August 1535, öffentlich für die Opfer Partei zu ergreifen. Er schrieb einen Brief an den französischen König, in dem er die französischen Protestanten gegen Vorwürfe verteidigte. Im März 1536 erschien in Basel die Erstfassung der Institutio Christianae Religionis im Druck, eine knappe protestantische Dogmatik. Das Werk machte ihren Verfasser bekannt. So kam es, dass Calvin auf der Durchreise in Genf von Guillaume Farel angesprochen wurde. Farel gewann Calvin dafür, an der Durchführung der Reformation in Genf mitzuwirken. Ende 1536 erhielt Calvin vom Genfer Rat die Stelle eines Lektors. Seiner Ausbildung nach Jurist, hielt er fortan biblische Vorträge und leitete bald auch Gottesdienste. Farel und Calvin scheiterten in Genf mit ihrem Anspruch, Gemeindeglieder als Disziplinarmaßnahme vom Abendmahl ausschließen zu dürfen (Exkommunikation). Am 23. April 1538 wurden sie aus der Stadt gewiesen.
Calvin ging nach Straßburg und wurde Pastor der französischen Flüchtlingsgemeinde. Er erhielt eine Professur für Theologie an der Hohen Schule von Straßburg und wurde in dieser Phase theologisch von Martin Bucer, dem Reformator Straßburgs, beeinflusst. 1539 reiste er mit der Straßburger Delegation zum Frankfurter Konvent, um Melanchthon kennenzulernen. Der Genfer Rat lud Calvin ein, zurückzukommen, wozu dieser nur gegen Zusicherungen (Kirchenordnung, Katechismus, Kirchenzucht) bereit war. Calvins großes Interesse an Kirchenzucht ist nicht die Forderung nach Askese: „Gott hatte in seiner väterlichen Großzügigkeit den Menschen auch Quellen des Genusses geschenkt; sie zu verschmähen, hieß den Willen des Schöpfers zu missachten. … Doch eben in Maßen und das hieß: in streng geordneten Bahnen. Was sie verließ, war Exzess und Anstoß.“ Seit seiner Rückkehr nach Genf im September 1541 übte Calvin einen starken Einfluss auf die dortige Bevölkerung aus. Dem Stadtrat gehörte er als Exilfranzose nicht an und erhielt auch erst spät das Bürgerrecht. Aber kraft seiner juristischen Bildung wurde er zum Berater der Stadtregierung. Er formte die Pastorenschaft (Compagnie des pasteurs) zu einer Solidargemeinschaft, die jedes seiner Anliegen mittrug. Im Konsistorium stellten die Pastoren die Hälfte der Mitglieder, die andere Hälfte waren Älteste, die von der Stadtregierung gewählt wurden. Die Liste des Fehlverhaltens, die zu einer Anzeige beim Konsistorium führen konnte, ist lang: Katholische Glaubenspraxis, familiäre und Ehekonflikte, Spiel und Tanz, Wirtschaftsvergehen usw. Wenn Ermahnung nicht wirkte, erfolgte der Ausschluss vom Abendmahl, damit auch vom gesellschaftlichen Leben der Stadt. Dagegen gab es keine Appellationsinstanz. Gegen Calvin und die Compagnie des pasteurs formierte sich Widerstand, gerade im Genfer Patriziat. Aber die Opposition fand nie zu einem effektiven Vorgehen. Der starke Zuzug verfolgter Hugenotten veränderte die Bevölkerungsstruktur. Durch Einbürgerungen, die mit dem aktiven Wahlrecht verbunden waren, sicherte sich die calvin-freundliche Ratsfraktion 1555 eine treue Wählerschaft. Spontane Unruhen gaben ihnen das Mittel an die Hand, die Calvin-Kritiker wegen Landesverrat vor Gericht zu stellen. Die Opposition wurde zerschlagen, ihre Führer teils hingerichtet, teils ausgewiesen. Mit dem Geld aus ihren eingezogenen Grundstücken gründete der Stadtrat die Académie de Geneve, in der vor allem angehende Pastoren der französischen Hugenottengemeinden ausgebildet wurden. 1559 stellte Calvin sein Hauptwerk fertig, die mehrfach umgearbeitete Institutio. Ein Schwerpunkt in diesem Werk ist die Christologie; hier entwickelte Calvin unter anderem das Konzept, dass die Gemeinde an den drei Ämtern Christi als Priester, König und Prophet Anteil habe. In der Abendmahlsfrage versuchte Calvin, zwischen Wittenberger Realismus und Zürcher Symbolismus konsensfähige neue Formulierungen zu finden: Der Heilige Geist ist das Band (vinculum participationis), das die Gläubigen mit Leib und Blut Christi verbindet und zum mystischen Leib Christi macht. Die doppelte Prädestination ist in Calvins Theologie ein Nebenthema, allerdings eines, an dem Calvin viel lag und woran er trotz Bedenken seiner Anhänger festhielt: In seinem ewigen Ratschluss (decretum aeternum) legte Gott bereits vor der Erschaffung der Welt fest, ob der einzelne Mensch erwählt oder verworfen sein würde. Die abgemilderte Position, dass Gott vielleicht nur zugelassen habe, dass Menschen verloren gehen, ließ Calvin nicht gelten:

„Es ist zwar ein furchtbarer Ratschluß (decretum horribile), das gebe ich zu; aber dennoch wird niemand leugnen können, daß Gott, bevor er den Menschen erschuf, zuvor gewußt hat, welchen Ausgang er nehmen würde, und daß er dies eben darum vorauswußte, weil er es in seinem Ratschluß so bestimmt hatte!“

### John Knox und die Reformation in Schottland
Patrick Hamilton studierte 1523 Theologie in St. Andrews und interessierte sich für Schriften Luthers. 1527 reiste er nach Wittenberg und anschließend nach Marburg, wo er ein Werk zur reformatorischen Rechtfertigungslehre verfasste (Loci communes). Zurück in Schottland, wurde er vom Erzbischof von St. Andrews wegen Häresie angeklagt und am 29. Februar 1528 als Ketzer verbrannt. König Jakob V. bekämpfte alle protestantischen Bestrebungen, gerade auch nach der englischen Reformation von 1531. John Knox, der Geistlicher der Aufständischen in der Bischofsburg von St. Andrews war, wurde zusammen mit diesen 1547 gefangen genommen und zu Galeerenstrafe verurteilt. Nach seiner Freilassung kam er 1549 nach England und wurde Pastor in Berwick-upon-Tweed, dann in Newcastle-upon-Tyne, schließlich wurde er Hofkaplan; höhere kirchliche Ämter lehnte er ab. Knox machte in der englischen Kirche gerade deshalb Karriere, weil er geweihter Priester war, obwohl das für ihn persönlich unwichtig war.
Maria I. versuchte nach ihrer Thronbesteigung 1553, den Katholizismus in England als Staatsreligion zu etablieren. Knox floh wie viele andere nach Kontinentaleuropa (Marianische Exulanten) und war zeitweise Prediger der englischen Flüchtlingsgemeinde in Frankfurt am Main. Konflikte in dieser Gemeinde hatten Knox’ Ausweisung zur Folge; er kam 1555 nach Genf und erlebte mit, wie dort die calvin-kritische Opposition zerschlagen wurde. Diese politischen Säuberungen und die danach etablierte Ordnung beeindruckten Knox; er bezeichnete sie als „vollkommenste Schule Christi auf Erden seit den Tagen der Apostel.“ Er war Pfarrer der englischen Genfer Flüchtlingsgemeinde und wurde theologisch durch Calvin geprägt. Im Mai 1559 kehrte er nach Schottland zurück und war an der Entmachtung der Regentin Marie de Guise mit Hilfe englischer Truppen beteiligt. Er wurde zum Pfarrer der St Giles’ Cathedral in Edinburgh gewählt. Während der instabilen Herrschaft von Maria Stuart gehörte Knox zu den ausgesprochenen Gegnern der Königin und arbeitete am Aufbau einer protestantischen Infrastruktur in Schottland. Mit der Confessio Scotica von 1560 führte das schottische Parlament die Reformation ein; die Bekenntnisschrift trägt die theologische Handschrift Knox’. Ian Hazlett charakterisiert diesen Text als eine ungewöhnliche Mischung von evangelischem Aktivismus und dogmatischer Apologetik. Die Confessio Scotica erklärt Widerstand gegen eine ungerechte Obrigkeit (Tyrannidem opprimere) zu einem von Gott gebotenen guten Werk.
Im Juli 1567 wurde der unmündige Thronfolger Jakob VI. gekrönt; John Knox hielt die Predigt.
Das Book of Discipline, neben der Confessio Scotica und dem liturgischen Werk Book of Common Order eines der Gründungsdokumente der schottischen Kirche, war insgesamt von Calvin geprägt, sah aber Bischöfe (Superintendenten) nach lutherischem Vorbild vor. In dieser Hinsicht war Knox kein konsequenter Presbyterianer. Die schottischen Bischöfe wurden vom Herrscherhaus eingesetzt und hatten oft mehr Macht als das Gremium der Kirchenältesten (Presbyterium). „Ironischerweise sorgten in Schottland … dem Episkopat anhängende Calvinisten 1616 für die kirchliche Annahme der Lehrartikel über die doppelte Prädestination.“

### Reformation in den Niederlanden bis zur Dordrechter Synode 1618/1619
Die Reformation begann in den Niederlanden zuerst im reichen Antwerpen 1519 mit Jacob Praepositus, dem Prior des Augustiner-Klosters, das die Obrigkeit 1523 zur Strafe abreißen ließ. Vor der Hinrichtung konnte der enthobene Prior fliehen, ebenso 1522 sein Nachfolger Heinrich von Zütphen. Zwei Mönche, van Esschen und Voss, wurde 1523 auf dem Scheiterhaufen verbrannt, aus Luthers Sicht die ersten lutherischen Märtyrer. Gegen die protestantische Bewegung, die sich in der calvinistischen Form von Doornik (Pierre Brully, 1545 verbrannt) und Valenciennes (Niederländisches Glaubensbekenntnis 1561 von Guido de Brès, 1567 gehenkt) aus verbreitete, während im Norden der Niederlande anfangs lange das Täufertum in der von Menno Simons gelehrten Form dominierte, versuchten Karl V. und Philipp II. durch harte Verfolgung einzuschreiten. Dazu gehörte das berüchtigte Blutplakat 1550.
Noch zu Calvins Lebzeiten gab es reformierte Untergrundgemeinden in den Südlichen Niederlanden: erst Tournai, Lille und Valenciennes, später Gent, Brügge und Antwerpen. Sie waren nicht direkt nach Genf orientiert. Über die Londoner (zeitweise: Emder) Gemeinde von Johannes a Lasco wurden Calvins Abendmahlslehre, Ämterlehre und Kirchenzucht in die Niederlande vermittelt. Aber seit dem Beginn des Unabhängigkeitskrieges gegen Spanien gestanden die Provinzen der Niederlande der reformierten Kirche, deren Mitglieder höchstens ein Fünftel der Gesamtbevölkerung ausmachten, eine privilegierte Stellung zu: Sie war die einzige öffentliche Kirche (publieke kerk). Andere Konfessionen und Religionen wurden geduldet. Dieses niederländische Reformiertentum war in sich vielfältig, da z. B. auch Impulse des Erasmus von Rotterdam wirksam waren, andererseits Absolventen der Genfer Akademie einen strikten Calvinismus mitbrachten. In der Synode von Emden 1571 trafen sich die Reformierten erstmals als Einheit.
Kontroversen in der Prädestinationslehre wurden seit der Berufung des Jacobus Arminius nach Leiden 1603 bald zwischen Remonstranten und Contraremonstranten auf offener Bühne ausgetragen; es gelang den Staaten von Holland 1614 nicht mehr, über eine von Hugo Grotius ausgearbeitete Kompromisslösung den Frieden in der niederländisch-reformierten Kirche wiederherzustellen. Als der Statthalter Moritz von Oranien am 23. Juli 1617 einen Gottesdienst der Contraremonstranten Den Haag besuchte, waren kirchlich-theologische Fragen mit der niederländischen Innenpolitik verquickt, wobei die politische Auseinandersetzung zwischen Moritz von Oranien und dem Landesadvokaten Johan van Oldenbarnevelt ausgetragen wurde. Oldenbarnevelt war so wenig wie Moritz theologisch interessiert, aber indem er die Minderheit der Remonstranten unter seinen Schutz nahm, versuchte er, den staatlichen Einfluss auf die reformierte Kirche zu stärken.
Eine nationale Synode sollte den langjährigen Konflikt beenden und die reformierte Kirche der Niederlande als einträchtige und wahre Kirche nach außen darstellen. Dass es auf eine Verurteilung der Remonstranten hinauslaufen würde, war schon im Vorfeld klar, da Oldenbarnevelt gestürzt worden war und Contraremonstranten unter den Delegierten klar in der Mehrheit waren. Um Eintracht sichtbar zu zeigen, wurden die Diskussionen daher in nichtöffentliche Gesprächsrunden ausgelagert und so unsichtbar gemacht. Erwartungsgemäß verurteilte die Synode 1618/1619 die Lehre der Remonstranten. Die Contraremonstranten bestimmten fortan das Erscheinungsbild der publieke kerk, so dass die Niederlande als calvinistisches Land erschienen. Allerdings gehörten ihr 1519 höchstens ein Drittel der Einwohner an. Die übrige Einwohnerschaft verteilte sich auf zahlreiche Konfessionen und religiöse Minderheiten, die vom Staat toleriert wurden, der Gewissensfreiheit garantierte. Moritz von Oranien hatte als Ausrichter der Synode an außenpolitischem Prestige gewonnen. Den europäischen Reformierten halfen die Lehrregeln von Dordrecht, gegenüber römisch-katholischen und lutherischen Autoren geschlossener aufzutreten. Durch den politischen Zusammenbruch der Kurpfalz im Dreißigjährigen Krieg übernahmen die Niederlande eine führende Position im kontinentaleuropäischen Calvinismus.

## Tridentinischer Katholizismus
Das Konzil von Trient (1546–1563) versuchte innerhalb der drei Sitzungsperioden, die im 15. Jahrhundert begonnenen Reformen weiter fortzuführen. Die drei Sitzungsperioden stehen jeweils unter anderen Vorzeichen. Eine gesamte Reform der römischen Glaubenslehre hatte zu keiner Zeit zur Debatte gestanden – auch wenn man sicher sagen kann, dass nach dem Konzil die katholische Kirche eine andere geworden war als diejenige, die Luther vorgefunden hatte. Insbesondere die Auswüchse in Klerus und Kurie konnten beseitigt und eine Vereinheitlichung und Reform der römischen Kirche in Europa durchgesetzt werden. In der Folge leitete der von Ignatius von Loyola gegründete Orden der Jesuiten die Gegenreformation ein.

## Situation in verschiedenen europäischen Staaten

### Alte Eidgenossenschaft (Schweiz)
Die Reformation und die katholische Gegenreformation in der Schweiz, die damals Alte Eidgenossenschaft hiess, fanden zeitlich in einem etwas anderen Rahmen statt als in Deutschland. Als Beginn kann das Wirken Ulrich Zwinglis ab 1519 als Leutpriester in Zürich, als Ende der Konfessionalisierung der Zweite Villmergerkrieg 1712 gesehen werden. Auch die Reformation selbst nahm in der Schweiz einen anderen Verlauf, weil die Alte Eidgenossenschaft eine andere Sozialstruktur aufwies als das Reich. Bis heute unterscheiden sich die aus der Schweizer Reformation hervorgehenden evangelisch-reformierten Kirchen von den aus der Wittenberger Reformation hervorgehenden evangelisch-lutherischen Kirchen. Gemäß dem Charakter der Eidgenossenschaft als Staatenbund ging die Reformation in der Schweiz von verschiedenen Zentren aus und wurde von verschiedenen Reformatoren angeregt, unter anderem von Johannes Oekolampad, der ab 1522 die Reformation in Basel vorantrieb, und Berchtold Haller, dessen Thesen für die Berner Disputation von 1528 entscheidend zur Konsolidierung der Reformation beitrugen. Weltgeschichtlich am bedeutendsten waren die Persönlichkeit und die Lehren von Johannes Calvin, dem Begründer des Calvinismus, der ab 1536 Genf zum „protestantischen Rom“ machte. Bedeutend waren auch Ulrich Zwingli, der ab 1519 in Zürich wirkte, sowie sein Nachfolger Heinrich Bullinger, der 1549 mit Calvin durch den Consensus Tigurinus die Einigung der Zwinglianer und Calvinisten in der Abendmahlsfrage erreichte. Während die lutherische Reformation in ihrem unmittelbaren Wirken auf Deutschland und Nordeuropa beschränkt blieb, wirkte die schweizerische Reformation international über Ungarn, die Niederlande und Großbritannien bis in die USA.
Zwingli und Calvin lehnten konsequent alle Traditionen ab, die nicht in der Bibel begründet sind. Daher haben die reformierten Kirchen nüchterne Gotteshäuser, die höchstens mit Bibelsprüchen dekoriert waren; die Kirchenstruktur ist synodal, presbyterianisch oder kongregationalistisch, d. h. im Regelfall ohne Bischofsamt; Zwingli lehnte zeitweilig sogar Instrumentalmusik in der Kirche ab, obwohl er sehr musikalisch war. Das Abendmahl war für Zwingli eher eine Gedenkfeier, und auch Calvin band die Realpräsenz nicht wie Luther an die Elemente Brot und Wein, so dass gänzlich neue Liturgien entstanden.
Zürich war ein frühes Zentrum der Täuferbewegung. Von hier aus kam es besonders im ländlichen Raum in mehreren Schweizer Kantonen (Basel, Bern, St. Gallen, Aargau und Appenzell), in Tirol und im Südwesten des Reichs zu Gemeindegründungen. In Zürich, Bern, Schaffhausen, Straßburg, dem Jura und am Oberrhein bestanden Täufergemeinden kontinuierlich bis ins 18. Jahrhundert. Besonders im Berner Gebiet wurden sie systematisch von Kirche und Staat verfolgt, enteignet und einige wurden verhaftet, gefoltert und hingerichtet. Schweizer Täufer flohen ins Elsass und in die Pfalz, wo sie im späten 17. Jahrhundert toleriert wurden. Als „Schweizer Brüder“ (eine Begriffsprägung von Pilgram Marbeck) wird eine Form des Täufertums bezeichnet, die eine „distinkte kirchliche Identität“ (Thomas Kaufmann) kennzeichnete.

### Frankreich
Der Humanist und Bibelübersetzer Jacques Lefèvre d’Étaples war die zentrale Figur, die weitere Personen um sich scharte, die ab 1519 die Thesen Martin Luthers diskutierten und in der Folge evangelische Glaubensansichten annahmen. König Franz I. tolerierte zunächst reformatorische Bestrebungen in Frankreich, beugte sich aber bald dem katholischen Druck und außenpolitischen Zwängen, so dass es 1523 zu ersten Hinrichtungen von Protestanten kam. Bis 1530 wurden die reformatorischen Aktivitäten weitgehend in den Untergrund gedrängt. Dennoch blieben die evangelischen Gemeinden bestehen. 1533 trat Jean Calvin zum reformierten Bekenntnis über und prägte in der Folgezeit den französischen Protestantismus maßgebend, trotz seines Exils in Genf.
Die Bartholomäusnacht im Jahr 1572 war der Höhepunkt der antireformatorischen Repressionen in Frankreich mit etwa 10.000 ermordeten Protestanten. Von 1530 bis 1730 verließen etwa 200.000 von insgesamt 730.000 Hugenotten, wie die Reformierten Frankreichs genannt wurden, das Land in Richtung Schweiz, Deutschland, Niederlande, England und Amerika, um ihren evangelischen Glauben weiter frei ausüben zu können. Als oft tüchtige Berufsleute trugen sie wesentlich zum wirtschaftlichen Aufbau der jeweiligen Länder bei, die ihnen Asyl geboten hatten.

### England
Die Reformation in England wurde vor allem aus politischen Gründen ausgelöst. König Heinrich VIII. hatte ab 1531 den Bruch mit dem Papst betrieben, weil der seine Ehe mit Katharina von Aragon nicht annullieren und ihm so eine neue Ehe ermöglichen wollte. Durch die Suprematsakte von 1534 wurde die Kirche von England gegründet, in der der Monarch als Oberhaupt („supreme head“) wirken sollte. Eine Änderung von Lehre, Liturgie und Kirchenverfassung war damit zunächst nicht verbunden.
Allerdings hatten einige englische Theologen Sympathie für das reformatorische Wirken von Martin Luther, Johannes Calvin und Ulrich Zwingli entwickelt. Schon im 14. Jahrhundert hatte John Wyclif die Autorität des Papstes bestritten und die Bibel in englischer Sprache verbreitet. William Tyndale brachte 1526 die erste gedruckte englische Bibel heraus. Thomas Cromwell, der ab 1536 im Auftrag des Königs die Kirchenpolitik bestimmte, förderte die Anlehnung an die kontinentale Reformation und betrieb die Auflösung der englischen Klöster, wurde aber 1540 gestürzt und hingerichtet. Damit gewann zunächst wieder ein konservativer Kurs die Oberhand.
Erst unter der Regentschaft von Heinrichs Sohn Edward VI. wurden ab 1547 größere Reformen (z. B. das erste Book of Common Prayer als Grundlage des volkssprachlichen Gottesdienstes 1549 und die Zweiundvierzig Artikel von 1552 als reformatorische Bekenntnisschrift) eingeführt. Martin Bucer wurde 1549 an die Universität Cambridge berufen. Ab 1553 wurde England unter Maria Tudor, der „blutigen Maria“, wieder gewaltsam zur römischen Lehre zurückgeführt, aber als ihr 1558 ihre Halbschwester Elisabeth I. auf dem Thron folgte, wurde die anglikanische Kirche wieder etabliert. Die auf der Grundlage der 42 Artikel 1563 verfassten und 1571 von der Königin anerkannten 39 Artikel gaben der Kirche von England eine moderat calvinistische Ausrichtung. Der Puritanismus, der eine entschiedene Durchführung der Reformation auf calvinistischer Grundlage wollte, hatte zwar zahlreiche Anhänger, konnte sich aber nicht durchsetzen. Auch König Jakob I., der ab 1603 regierte, war zwar ein Anhänger des Calvinismus (1618 sandte er Abgesandte zur Synode von Dordrecht) und suchte das Bündnis mit den protestantischen Mächten auf dem Kontinent, drängte den Einfluss der Puritaner aber weiter zurück. Unter seinem Sohn Karl I. und seinem 1633 eingesetzten Erzbischof William Laud wurden sie offen bekämpft. Die kirchlichen Konflikte waren eine Hauptursache für den Englischen Bürgerkrieg, der 1649 zur Errichtung der englischen Republik führte. Mit der Restauration des Königtums unter Karl II. und der Uniformitätsakte von 1662, die zur Entlassung von über 2000 reformiert gesinnten Geistlichen führte, erhielt die Kirche von England ihre jetzige Prägung zwischen Katholizismus und Protestantismus. Die Bestrebungen Jakobs II., die katholische Kirche wieder zum Status der Staatskirche zu erheben, scheiterten mit der Glorreichen Revolution (1688).

### Skandinavien
Die Reformation in den skandinavischen Ländern wurde mehrheitlich von den jeweiligen Landesherren verordnet. Bereits 1522 wurde in Husum evangelisch gepredigt. 1526 ließ der dänische Prinz Christian III. in Haderslev als erster Stadt im Herzogtum Schleswig den evangelischen Glauben einführen. Denn der spätere König hatte 1521 am Reichstag zu Worms teilgenommen, wo er von Martin Luther überzeugt worden war. Im Rest seines Reiches wurde die evangelische Lehre bis 1536 durchgesetzt, die ehemaligen Mönche Hans Tausen und Paul Helgesen waren seine wichtigsten Reformatoren. 1537 verließ zwar der letzte katholische Bischof norwegischen Boden, aber die Annahme und Praktizierung des neuen Glaubens in Norwegen und Island, die damals zum dänischen Reich gehörten, dauerten noch viel länger.
In Schweden unter König Gustav Vasa fand die Reformation schrittweise Eingang von 1523 bis 1544. Der Reichstag von Västerås (1527) bestätigte die Grundentscheidung für die Reformation. Laurentius Andreae und Olaus Petri waren von den wichtigsten Figuren, die die Reformen vertraten und umsetzten. 1550 wurde Mikael Agricola, der bei Luther und Melanchthon in Wittenberg studiert hatte, evangelisch-lutherischer Bischof in Turku und führte das evangelische Bekenntnis im schwedisch beherrschten Finnland ein. In allen Ländern entstanden lutherische Staatskirchen, die andere evangelische Konfessionen ablehnten.

### Polen und Litauen
Bereits 1525 führte Herzog Albrecht im Herzogtum Preußen als erstem vom Königreich Polen dominierten Territorium überhaupt die Reformation ein.
Im Polen-Litauen, das Gebiete des heutigen Polen, Westrusslands, der Ukraine, Belarus und des Baltikums umfasste, entstanden einige lutherische und reformierte Gemeinden auf Initiative und mit Unterstützung regionaler Adliger. Diese wurde vom herrschenden Königshaus der Jagiellonen zunehmend toleriert, insbesondere von Sigismund II. August, der von 1548 bis 1572 regierte. 1555 wurde am Reichstag von Piotrków die geistliche Gerichtsbarkeit über die zunehmenden Nichtkatholiken wegen der Szlachta, des Adels, aufgehoben. An der Versammlung waren 70 katholische (55 Laien und 15 Bischöfe), 58 protestantische und zwei orthodoxe Abgeordnete beteiligt. 1559 ließ der König zu, dass Preußen Königlichen Anteils die Confessio Augustana annehmen durfte. 1565 formierte sich als Abspaltung der reformierten Kirche die unitarische Kirche der Polnischen Brüder. 1570 fand unter der Herrschaft von Sigismund II. August der Consensus von Sandomir statt, wo sich Lutheraner, Calvinisten und Böhmische Brüder verständigten und damit die evangelische Position und Präsenz in Polen-Litauen stärkten. Die Konföderation von Warschau beschloss 1573 ein Toleranzedikt, das (mehrheitlich adeligen) Personen in Polen-Litauen politische Gleichstellung im Reichstag, Bürgerrechte und Religionsfreiheit zusicherte. Ab 1575 führten die Jesuiten im Auftrag der Könige Stephan Báthory und Sigismund III. Wasa die Gegenreformation auf intellektueller Basis durch, wodurch Evangelische, besonders die radikalreformatorischen Antitrinitarier (Polnischen Brüder), unter Druck gerieten. Einige evangelische Adlige kehrten auch freiwillig zur katholischen Kirche zurück, weil sie die theologischen Differenzen und die darausfolgende Zerstrittenheit unter den Protestanten nicht mehr mittragen konnten.

### Ungarn und Siebenbürgen
Bereits 1523 kamen Schriften von Luther und Melanchthon in die ungarisch-sächsischen Städte Kronstadt, Hermannstadt, Bistritz, Mediasch, Schäßburg und Klausenburg. Als erste Städte führten Kronstadt und Hermannstadt die Reformation 1542 und 1543 ein, weil die Stände einander die Glaubensentscheidung freigestellt hatten. Nach 1550 folgten Klausenburg und Debrecen und deren Umgebungen; der Landtag anerkannte die Confessio Augustana als eigene Konfession. 1556 wurden die ungarischen Lutheraner als Kirche unabhängig und wählten einen eigenen Bischof. 1564 wurde das helvetische Bekenntnis gleichberechtigt anerkannt, nachdem viele Personen einen evangelisch-reformierten Glauben angenommen hatten.
Während der toleranten Herrschaft Johann Sigismund Zápolya wurden mit dem Edikt von Torda 1568 sowohl die lutherische, reformierte, katholische als auch die unitarische Konfession als gleichberechtigt akzeptiert, letztere erhielten 1571 in Siebenbürgen die gleichen Rechte wie die andern anerkannten Kirchen. Weitere Glaubensbekenntnisse wurden ein Jahr später abgelehnt. Die Bevölkerungsmehrheit war inzwischen evangelisch geworden. 1590 wurde im ostungarischen Dorf Vizsoly, die von einer Gruppe um Gáspár Károlyi ins Ungarische übersetzte Vollbibel von Bálint Mantskont gedruckt. Diese in der Folge sprachbildende und kulturprägende Bibel wurde von evangelischen Adligen finanziert.

### Habsburgerreich (Österreich)
Kurz nach dem Erscheinen erster reformatorischer Schriften Martin Luthers vertrat ab 1520 der katholische Priester Paul Speratus evangelische Ideen, und am 12. Januar 1522 predigte er im Wiener Stephansdom erstmals öffentlich die neuen Glaubensinhalte. In die Bergwerksstädte Hall in Tirol, Schwaz, Rattenberg und Schladming brachten sächsische und thüringische Bergleute zuerst die Ideen und Schriften der Reformation, die infolge kirchlichen Missständen auf reges Interesse, Anklang und Zustimmung stiessen. Um 1530 war das österreichische Gebiet durch den Einfluss dieser Bergleute und Studenten, die bei Luther und seinen Mitstreitern in Wittenberg studiert hatten, größtenteils evangelisch geworden. Viele Personen vor allem unter den Adligen hatten sich dem Protestantismus zugewandt. Der Adlige Jörger von Tollet in Hernals war ein vehementer Befürworter der Reformation. In Niederösterreich hatten etwa 90 Prozent aller Bewohner das lutherische Bekenntnis angenommen, Oberösterreich war ab 1525 mehrheitlich evangelisch und Kärnten war zwischen 1525 und 1627 ein protestantisches Gebiet. Im Tirol waren die Bergbaugebiete und regionale Zentren zu Orten der Reformation geworden, im Vorarlberg war der neue Glaube nur bei wenigen städtischen Händler und Unternehmern vertreten. Vor allem Kaiser Ferdinand I. und der Salzburger Erzbischof Matthäus Lang versuchten, die Reformation zu bekämpfen, rückgangig zu machen und vor allem von der Macht fern zu halten.
Nach der Gründung einer Niederlassung der Jesuiten 1551 in Wien und dem Augsburger Religionsfrieden von 1555 wurde die katholische Gegenreformation von Staat und Kirche eingeleitet, aber erst um 1600 gewaltsam in ihren Gebieten durchgesetzt. Zeitgleich kam es zur Gründung vieler Klöster, Kirchen und Kapellen in den Städten zur Förderung der katholischen Frömmigkeit. Diejenigen, die trotzdem evangelisch bleiben wollten, mussten auswandern oder wurden zu Geheimprotestanten, die sich nach außen als Katholiken zeigten, aber innerlich weiterhin der evangelischen Lehre anhingen. Während des Dreißigjährigen Kriegs (1618–1648) gewann das katholische Heer die Schlacht am Weißen Berg 1620 bei Prag, danach wurde der evangelische Adel 1627 und 1628 ausgewiesen, was das öffentliche evangelische Zeitalter im Habsburgerreich weitgehend beendete. Die verbliebenen Protestanten hielten sich bis zum Toleranzpatent 1781 von Joseph II. an den östlichen Rändern, in den Alpen und in ländlichen Gebieten wie im südlichen Oberösterreich, in der Obersteiermark und in Kärnten auf, um nicht aufzufallen und verfolgt zu werden. Ferdinand II. setzte die sogenannte Religionsreformationskommission ein und damit die katholische Konfession als einzig erlaubten Glauben wieder her. Die in der Reformationszeit 26 entstandenen Kirchengebäude samt den zugehörigen Friedhöfen wurden zerstört, verbotene evangelische Bücher verbrannt und über 100.000 Personen emigrierten, die meisten nach Süddeutschland. Offenen grösseren Widerstand von Seiten Evangelischer gegen die Rekatholisierung gab es in Gegendtal, Kleblach-Lind, Bad Bleiberg und Kremsbrücke in Kärnten. Im Ennstal, Paltental, Oberes Murtal, Wald am Schoberpass und Salzkammergut in der Steiermark und im Defereggental, Pustertal, Ahrntal und Zillertal war der Widerstand stärker in der versteckten Form des Geheimprotestantismus.

### Italien
Bereits 1518 wurden erste Schriften Martin Luthers ins Italienische übersetzt und danach zuerst unter Mönchen in Norditalien rege diskutiert. Insbesondere im Veneto, im Umland Venedigs, entstanden viele kleine evangelische Gruppierungen auch unter weiteren Gebildeten und Handwerkern. Im Jahre 1532 wurde in Venedig die erste italienische Bibel herausgegeben und 1543 das weit verbreitete evangelische Traktat Il Beneficio di Cristo von Benedetto Fontanini und Marcantonio Flaminio. Ab 1533 trafen sich einflussreiche Geistliche und Intellektuelle bei reformfreudigen Staatssekretär Juan de Valdés in Neapel. 1535 bis etwa 1550 war der herzogliche Hof in Ferrara wegen Renée de France ein Zwischenhalt und Treffpunkt für evangelische Glaubensflüchtlinge. 1542 starb der aufgeschlossene Kardinal Gasparo Contarini, der die evangelisch Gesinnten beschützt hatte; im gleichen Jahr wurde im Rahmen der Gegenreformation die römische Inquisition gegründet. Viele, die den evangelischen Glauben angenommen hatten, flüchteten oft über Chiavenna in die Schweiz, nach Deutschland, England, Mähren, Polen und Siebenbürgen. Von 1555 unter Papst Paul IV. bis 1588 wurden die übriggebliebenen Protestanten aufgespürt, verfolgt und weitgehend vernichtet. International tätige Textilhändlerfamilien und deren Mitglieder wie die Diodati, so Carlo Diodati, und die Turrettini aus Lucca ließen sich in Genf nieder. Nur in einigen italienischen Alpentälern des Piemonts konnten sich kleine Waldensergemeinden halten, die sich 1532 der Schweizer Reformation Genfs angeschlossen hatten.

### Spanien und Portugal
Auf die Iberische Halbinsel kamen erste Schriften von Erasmus von Rotterdam und Martin Luther per Schiff in die Hafenstädte. Sie wurden von gebildeten Adligen und Mönchen mit Interesse gelesen. Die Reformation konnte sich aber nicht durchsetzen, weil die Jesuiten und die Spanische Inquisition in der Zeit der Gegenreformation alle reformatorischen Bestrebungen sofort erfolgreich bekämpfen und auslöschen konnten. Erste Anklagen lagen 1524 in Valencia vor. Der reformfreudige Juan de Valdés wich 1531 nach Rom aus. Francisco de Enzinas übersetzte 1543 das Neue Testament ins Spanische. 1557 flüchtete der Mönch Casiodoro de Reina, der dem Hieronymitenorden bei Sevilla angehörte, nach Genf. Er übersetzte die ganze Bibel ins Spanische, die 1569 in Basel gedruckt wurde. Cipriano de Valera überarbeitete sie ab 1582, sie konnte 1602 in Amsterdam als Reina-Valera-Bibel gedruckt werden und erfuhr danach weitere Revisionen und Drucklegungen. 1559 wurden sowohl in Valladolid und in Sevilla mehrere Evangelische zum Tod verurteilt und verbrannt. Man schätzt, dass insgesamt etwa 1.000 Protestanten von der Inquisition aufgespürt und bei 100 die Todesstrafe gefällt und vollstreckt wurde.

## Wirkungsgeschichte
Für die Geschichte des Christentums bedeutete die Reformation den vorläufigen Höhepunkt einer Entwicklung, die über die ab dem 13. Jahrhundert verstärkt formulierte Kritik an der römisch-katholischen Kirche (Averroismus, Jan Hus, John Wyclif, Wilhelm von Ockham) und die Bildung zahlreicher „häretischer“ christlicher Glaubensgruppen bis hin zur erneuten Spaltung der Christenheit führten. Die neu entstandenen Konfessionen konnten sich nach langem Ringen schließlich als staatlich gleichberechtigte Kirchen neben der römisch-katholischen etablieren. Da die neuen Konfessionen zu stark waren, um dauerhaft unterdrückt werden zu können, waren, obwohl es zahlreiche Rückschläge und sogar Religionskriege gab, beide Seiten auf Dauer zur religiösen Toleranz gezwungen. Die römisch-katholische Kirche verlor nicht nur in weiten Teilen Europas an Einfluss, sondern insbesondere auch ihr bis dahin beinahe unantastbares Deutungsmonopol für die Auslegung der Bibel. Die Reformation führte durch den Druck, der durch den schnellen Abfall ganzer Regionen vom Katholizismus verursacht wurde, auch auf römisch-katholischer Seite zu Reformen. Daher spricht man hierfür auch von katholischer Reform. Außerdem wurde versucht, eine Rekatholisierung der vom römisch-katholischen Glauben abgefallenen Gebiete zu erreichen, was wiederum eine Seite der Gegenreformation darstellt.
Zwar wurde die christliche Religion durch die Reformation nicht grundlegend in Frage gestellt, dennoch wurden fundamentale Glaubenssätze und religiöse Praktiken, die jahrhundertelang als unumstößlich galten, von den Reformatoren und ihren Anhängern verworfen (z. B. Marien- und Heiligenverehrung, Wallfahrten und andere „gute Werke“). In protestantischen Territorien wurden flächendeckend alle Klöster enteignet und aufgelöst, die Ordensleute, soweit sie nicht zu protestantischen Predigern wurden, wurden vertrieben oder konnten in ihren aussterbenden Konventen verbleiben. Die Autorität der Kirchen über die Gläubigen wurde zwar zunächst nur teilweise aufgebrochen, dennoch bereitete die Reformation den Weg zum Zeitalter der Aufklärung, in dem das Individuum in seiner persönlichen Freiheit deutlich aufgewertet wurde und in der schließlich selbst atheistische Weltbilder Anerkennung erfuhren.
Doch die Reformation revolutionierte nicht nur das geistliche Leben, sie setzte auch eine umfassende gesellschaftspolitische Entwicklung in Gang. Vorbereitet durch Luthers prinzipielle Trennung von Geistlichem und Weltlichem (Zwei-Reiche-Lehre) löste sich der Staat von der Bevormundung durch die Kirche, um nun seinerseits im Landesherrentum und Absolutismus die Kirche von sich abhängig zu machen. Doch auch dies stellte nur eine Übergangsphase in einer Entwicklung dar, die in vielen Ländern in die Trennung von Kirche und Staat mündete, die die Hugenotten und Täufer als verfolgte Minderheitskirchen schon seit ihrer Entstehung im 16. Jahrhundert praktizierten. Aus dem englischen Täufertum entstanden Anfang des 17. Jahrhunderts die Baptistenkirchen. Stärker noch als die General Baptists waren die Particular Baptists von der Theologie Calvins beeinflusst. Wie die Täufer forderten die Baptisten vehement Glaubensfreiheit (John Smyth, Thomas Helwys, Roger Williams u. a.). Als letzte reformatorische Kirche trennten sich Ende des 18. Jahrhunderts die Methodisten von der Kirche von England.
Durch das Entstehen protestantischer Territorien und Staaten verschoben sich die Machtverhältnisse in Europa und später in den überseeischen Kolonien grundlegend. Die Reformation hatte tiefgreifende Auswirkungen auf alle Gebiete des Lebens: Ehe und Familie, Staat und Gesellschaft, Schule und Hochschule, Wissenschaft, Wirtschaft und Kunst ((Kirchen-)Musik, Literatur, Malerei). Die Reformatoren wollten, dass jedes Gemeindeglied die Bibel selbst lesen konnte. Deshalb förderten sie das Bildungswesen auf allen Ebenen, von der Volksschule über die Lateinschule bis zur Universität. Dadurch entstand eine für das Erstarken der Geistes- und Naturwissenschaften sowie der Technik günstiges kulturelles Klima. Max Weber (Die protestantische Ethik und der Geist des Kapitalismus) vertrat die viel rezipierte These, dass die Betonung von Fleiß, Sparsamkeit, Genügsamkeit, die Erhöhung der Arbeit gleichsam zum Gottesdienst und der Verzicht auf Luxusgüter Geld für Investitionen freigemacht habe, was der kräftigen Entwicklung der Wirtschaft zugutegekommen sei. Er bezog sich hierbei auf den Puritanismus.

### Neue Gottesdienstordnungen
Verschiedene Reformatoren (Thomas Müntzer, auch Andreas Bodenstein und später auch Luther) bemühten sich um die Schaffung von Gottesdienstordnungen in der Landessprache. Diese ersetzten in den protestantischen Gebieten rasch die lateinische Messe. Im Zentrum dieser neuen evangelischen Ordnungen standen Schriftlesung und Predigt (Wortgottesdienst). Die deutsche Bibelübersetzung ermöglichte es jedem Gemeindemitglied, die Auslegung des Pfarrers (Predigt) mit dem Wort der Bibel zu vergleichen. Luther und Müntzer blieben mit ihren Vorschlägen eng an der inneren Ordnung der Messe, während andere Reformatoren weiterreichende Änderungen durchführten.

### Bekenntnisschriften
Die Reformationszeit brachte zahlreiche Bekenntnisschriften hervor, die in den Konfessionen einen unterschiedlichen Stellenwert haben. Für die Lutheraner war die Bekenntnisbildung im späten 16. Jahrhundert mit dem Konkordienbuch abgeschlossen.
In der reformierten Tradition ist Bekenntnisbildung dagegen ein offener Prozess. In einem Bekenntnis formuliert jeweils eine lokale oder nationale Kirche (coetus particularis) ihren Glauben in einer konkreten geschichtlichen Situation. Jedes Bekenntnis kann aufgrund besseren Verständnisses der Bibel revidiert werden. So heißt es zum Beispiel in der Confessio Helvetica posterior: „Vor allem aber bezeugen wir, daß wir immer völlig bereit sind, unsere Darlegungen im allgemeinen und im besonderen auf Verlangen ausführlicher zu erläutern, und endlich denen, die uns aus dem Worte Gottes eines Besseren belehren, nicht ohne Danksagung nachzugeben und Folge zu leisten im Herrn, dem Lob und Ehre gebührt.“
Die Schleitheimer Artikel (1527) entstanden als täuferisches Bekenntnis ungefähr gleichzeitig mit den frühen lutherischen und reformierten Bekenntnisschriften. Der Rakauer Katechismus von 1608 ist eine Bekenntnisschrift des polnischen Unitarismus.

### Sprachprägende Wirkung der Lutherschriften
Luthers Sprachform war das Ostmitteldeutsche seiner Heimat, in dem nord- und süddeutsche Dialekte schon teilweise verschmolzen waren, was eine große Verbreitung seiner Schriften ermöglichte. Luthers Sprache ist nach Werner Besch (2014) außerdem eingebunden in die maßgebliche kursächsische Schreibtradition Wittenbergs. Erst durch Luthers theologische Autorität gab seine Bibelübersetzung dem obersächsisch-meißnischen Dialekt den Impuls zum allgemeinsprachlichen Frühneuhochdeutsch in ganz Deutschland, vor allem im niederdeutschen Raum, später auch im Oberdeutschen. „Das Deutsch seiner Bibel ist wohl der wichtigste Steuerungsfaktor in der jüngeren Sprachgeschichte“, so das Fazit von Besch.
Mit der Bibelübersetzung, einem Gemeinschaftswerk Luthers, Melanchthons und weiterer Wittenberger Theologen, erzielte der Reformator eine große Breitenwirkung. Die endgültige sprachliche Gestaltung behielt sich Luther vor, so dass die Bezeichnung Lutherbibel zutreffend ist. Es gab vorher schon vierzehn hochdeutsche und vier niederdeutsche Vorlutherische deutsche Bibeln. Die Prinzipien seiner Übersetzungsarbeit hat Luther selbst in seinem Sendbrief vom Dolmetschen von 1530 ausführlich dargestellt und gegen den katholischen Vorwurf der Textverfälschung gerechtfertigt.
Luther übersetzte nicht wortgetreu, sondern versuchte, biblische Aussagen nach ihrem Sinn (sensus literalis) ins Deutsche zu übertragen. Dabei legte er die Bibel gemäß seiner Auffassung von dem her aus, „was Christum treibet“, und dies hieß für ihn, auszugehen von Gottes Gnade in Christus als Ziel und Mitte der ganzen Schrift. Er begriff das Evangelium „eher als mündliche Botschaft denn als literarischen Text, und von daher erhielt die Übersetzung ihren sprechsprachlichen, hörbezogenen Charakter.“ Seine sprachliche Gestaltung wirkte bis zur Gegenwart stil- und sprachbildend. Im Bereich des Wortschatzes ersann er Ausdrücke wie „Sündenbock“, „Lückenbüßer“, „Lockvogel“ oder „Dachrinne“. Auch metaphorische Redewendungen wie „Perlen vor die Säue werfen“ gehen auf ihn zurück. Neben diesen Neuerungen bewahrte er aber auch historische Formen der Morphologie, die schon weitgehend durch Apokope verschwunden waren, wie das lutherische e in Plural, Präteritum und anderen Wortformen. Für die Rechtschreibung führte seine Übersetzung dazu, dass die Großschreibung der Nomen beibehalten wurde. Luthers Bibel gilt daneben auch dichterisch als große Leistung, da sie bis in den Silbenrhythmus (Prosodie) hinein durchdacht ist. Sie ist eine wichtige Basis der Kirchenmusik: viele Kompositionen verwenden Luthers Textfassung für Choräle, Kantaten, Motetten und andere musikalische Formen.

## Rezeption
Die Reformation als prägendes Ereignis fand ihren Niederschlag in der bildenden Kunst sowie in historischen Romanen. Einzelne Orte und Regionen entwickeln ihren eigenen Stil im Umgang mit der Erinnerung an die Reformation Luthers, und die Erinnerung an diese wird punktuell auch in Freikirchen der Gegenwart wachgehalten.

### Medien
- „War of Thrones - Krieg der Könige“, mehrteilige Dokumentationen über die Zeit der Renaissance und der Glaubenskriege ab Staffel 1, Folge 1 bis Staffel 2, Folge 10 von Vanessa Pontet, Christoph Holt und Alain Brunard ( auf zdf.de).
- Thomas Kaufmann: Revolutionärer Wandel in der Frühzeit der Reformation. Universität Göttingen, an der Universität Konstanz. Studium Generale – Ringvorlesung im Wintersemester 2014/15, 11. November 2014 .
- Ute Gebhardt: Luthers Bibelübersetzung - der erste Bestseller der Welt. In: Der Osten - Entdecke wo du lebst, Erstausstrahlung 17. März 2021, ARD ( auf mdr.de).
- Anne Roerkohl: Die Reformation in Europa, Schulfilme Geschichte, Website dokumentarfilm.com.